# Mickey Mouse
Vous lisez un « article de qualité » labellisé en 2007.  Il fait partie d'un « bon thème ».
Pour les articles homonymes, voir Mickey.
Mickey Mouse ([mikɛ maus] ; en anglais : [ˈmɪki maʊs] ) est un personnage de fiction américain  appartenant à l'univers Disney, apparaissant principalement dans des dessins animés, dans des bandes dessinées et des jeux vidéo. Véritable ambassadeur de la Walt Disney Company, il est présent dans la plupart des secteurs d'activité de la société, que ce soit l'animation, la télévision, les parcs d'attractions ou les produits de consommation. Mickey est utilisé comme un vecteur de communication et ses qualités doivent respecter la morale prônée par « Disney », que ce soit par Walt ou par l'entreprise elle-même. Mickey Mouse est connu et reconnu dans le monde entier, sa célèbre silhouette formée de trois cercles étant devenue indissociable de la marque Disney.
Mickey a été créé en 1928, après que Walt Disney a dû laisser son premier personnage créé avec Ub Iwerks, Oswald le lapin chanceux, à son producteur. Les premiers courts métrages qui le mettent en scène sont principalement animés par Ub Iwerks, associé de Walt Disney au sein des studios Disney (alors installés dans le studio d'Hyperion Avenue). Il devient plus tard aussi un personnage de bandes dessinées, de longs métrages, de séries télévisées et d'une myriade de produits dérivés.
Mickey Mouse représente une souris anthropomorphe. Il s'est d'abord, avant la première diffusion, nommé Mortimer Mouse ; c'est Lilian Marie Bounds l'épouse de Walt qui, trouvant ce nom peu vendeur, a proposé Mickey. Pour la Walt Disney Company, la souris a comme date officielle de naissance le 18 novembre 1928, date de la première « présentation publique » du dessin animé Steamboat Willie.
Le personnage est aussi célèbre pour sa voix de fausset. C'est Walt Disney lui-même qui donna sa voix originale au personnage de Mickey, du premier dessin animé jusqu'en 1946, année au cours de laquelle Disney désigna Jim MacDonald pour le remplacer, en raison d'un problème de toux chronique dû à la cigarette. Jim MacDonald est ensuite remplacé par Wayne Allwine, à partir de 1985 jusqu'en 2009, année de sa mort à la suite de complications dues au diabète.
Mickey est souvent accompagné de ses amis Dingo, Donald et de son chien Pluto. Il noue aussi une idylle avec Minnie, une autre souris qui voit le jour en même temps que lui. Mickey n'est pas resté longtemps uniquement sur les écrans. Il apparaît dans les journaux en bande quotidienne dès le 13 janvier 1930. Cette publication est distribuée par le King Features Syndicate, scénarisée par Walt Disney et dessinée par Ub Iwerks.
Pour souligner l'importance de Mickey dans l'aventure globale de l'univers Disney, Walt Disney a déclaré, à propos de son personnage : « Tout ce que j'espère, c'est que l'on ne perde pas de vue une chose : tout a commencé avec une souris ».

## Historique

### Un remplaçant pour Oswald

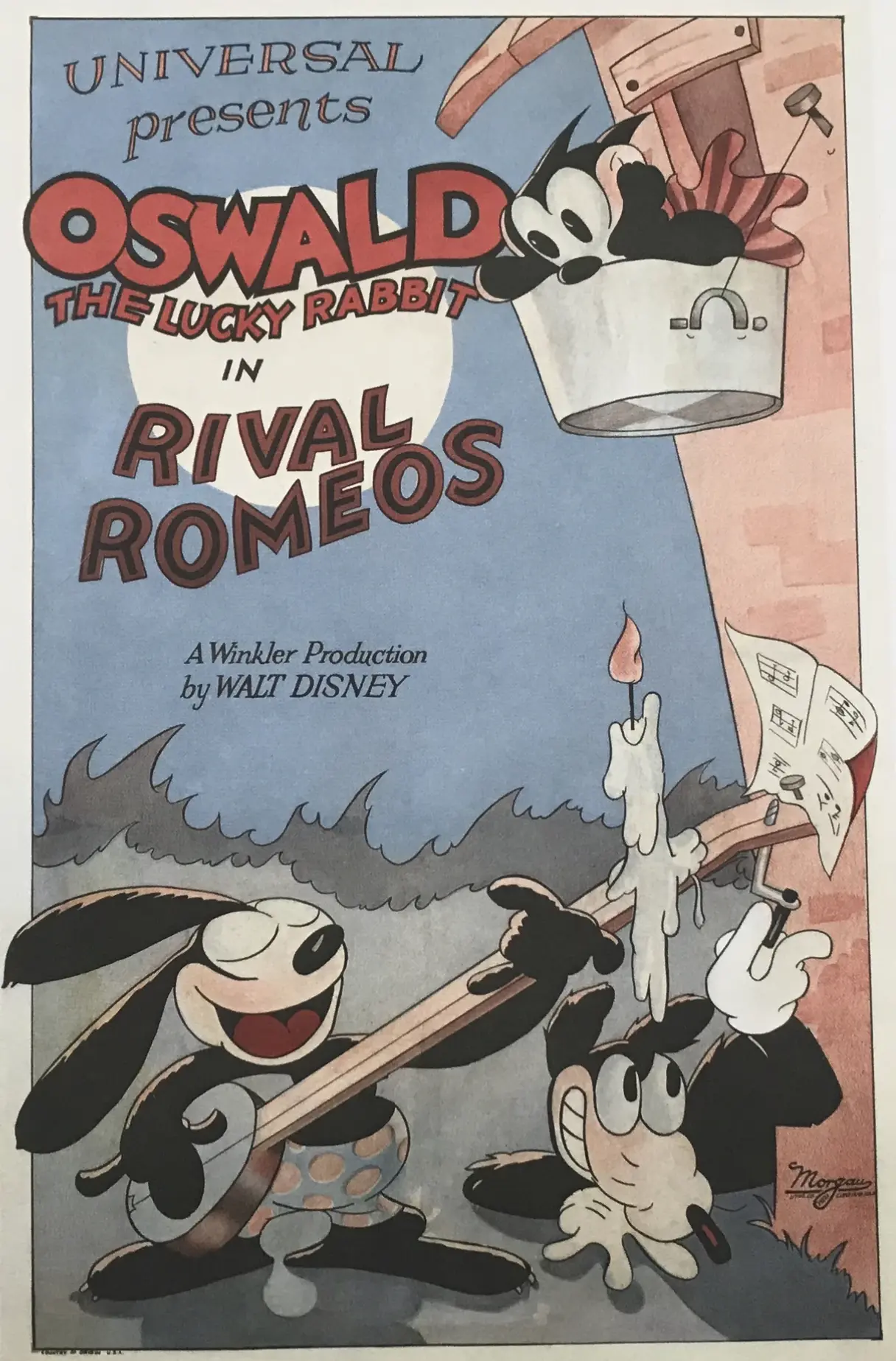
Rival Romeos (1928), affiche du court métrage de la série Oswald le lapin chanceux.

Mickey est créé en 1928 pour remplacer le personnage d'Oswald le lapin chanceux, perdu par Walt contre son gré,. Ce lapin, créé au début de l'année 1927 sous le crayon d'Iwerks, était produit par les studios Disney sous contrat avec Charles B. Mintz et distribué par Universal Pictures. Après presque un an d'existence, Oswald est relativement populaire et rapporte de l'argent.
Courant février 1928, Walt Disney se rend à New York pour négocier avec Mintz une part de revenus plus importante pour chaque film. Mais il est abasourdi — Leonard Mosley précise : « outré de la perfidie, le cœur brisé par la déloyauté » — quand l'homme d'affaires lui annonce que non seulement il souhaite réduire les coûts de productions, mais qu'en plus il prend sous contrat la plupart de ses principaux animateurs. Mintz menace Disney de créer son propre studio s'il n'accepte pas de réduire ses coûts de production. En outre, c'est Universal, et non pas Disney, qui détient, à cause d'un contrat signé un peu rapidement par Walt, la marque commerciale sur Oswald le Lapin, ce qui signifie qu'il peut très bien se passer de lui pour faire ses films.
Disney refuse. Michael Barrier indique que Disney quitte New York le 13 mars 1928, pour retourner à Los Angeles, après trois semaines de négociation avec Winkler. Walt perd alors la majeure partie de son équipe d'animation. Lui, Iwerks et quelques « fidèles » (dont Les Clark) commencent alors à travailler secrètement sur un nouveau personnage pour remplacer Oswald le Lapin tandis que le reste de l'équipe poursuit la production d'Oswald. Parmi les animateurs qui ne partiront pas, certains ne sont pas mis dans la confidence de la naissance de ce nouveau personnage comme Johnny Cannon. Walt n'oubliera jamais ce revers et prendra à l'avenir soin de s'assurer la détention des droits sur chaque création.

### La naissance d'une souris

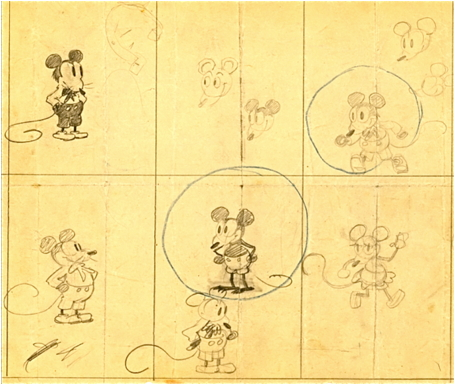
Concept art de Mickey Mouse, 1928. Ces premières esquisses connues sont conservées au Walt Disney Family Museum.

Les biographes de Disney ne sont pas réellement d'accord sur la période précise de la création de Mickey et différentes dates circulent. Thierry Steff dans Bon Anniversaire, Mickey ! s'est vu obligé de reconstruire les agendas possibles de l'année 1928 en fonction des propos tenus par plusieurs des protagonistes de l'époque, mais sans réussir à définir une histoire précise. Les dates fluctuent entre fin janvier et le 21 mai 1928, date à laquelle Walt dépose une marque pour Mickey Mouse. La version courte de l'histoire est que Walt Disney a imaginé un personnage de souris durant son retour de New York, souris que sa femme a baptisé Mickey. La souris est constituée de deux cercles pour la tête et le corps, deux plus petits pour les oreilles, des tubes pour les bras et les jambes ainsi que de grands pieds dans des chaussures. Ce dessin a été conçu par Iwerks. Walt ne dessinait pas très bien Mickey mais il lui donna ensuite sa voix durant 20 ans .
Pour Leonard Mosley, Walt Disney a réalisé dans le train qui le ramenait en Californie et plus précisément après le passage de Pasadena, des croquis et une personnalité pour un nouveau personnage. Dès son retour, Walt demande à Ub Iwerks de s'atteler à la création de ce nouveau personnage. Dans des interviews rapportées par Pierre Lambert, Walt déclare avoir conçu directement une souris dans le train tandis qu'Iwerks déclare dans une interview qu'il a réalisé Mickey après de nombreuses tentatives avec d'autres espèces refusées par Walt : grenouille, chien, chat. Pour Bob Thomas, l'authentique naissance remonterait "à une heureuse collaboration entre Walt Disney et Ub Iwerks, le premier lui prêtant sa voix et sa nature impétueuse, le second lui imprimant forme et mouvement".
Michael Barrier reste plus vague et cite Lilian Disney, qui se souvient en 1956 que « Walt parlait à lui-même durant le trajet de chatons, de souris et autres choses du genre et qu'après s'être interrogé il décida que la souris était une idée sympa ». Barrier cite aussi Walt Disney qui déclare quelques années plus tard, un peu comme une légende, qu'il a choisi une souris du fait que le studio Laugh-O-Gram, où il travaillait à Kansas City au début des années 1920 était envahi par ces petits rongeurs, tout comme les films d'animation de l'époque et avait essayé d'en domestiquer une. Il précise que Paul Terry avait un couple de souris, au dessin très sobre, graphiquement assez proche de Mickey et Minnie.
Mickey Mouse est tout d'abord un personnage de dessin animé, créé en 1928, après que Walt Disney a dû laisser son premier personnage Oswald le lapin à son producteur. Les premiers courts métrages furent principalement animés par Ub Iwerks associé de Walt Disney au sein des studios Disney. Il fut plus tard un personnage de bande dessinée. Il représente une souris anthropomorphique et est devenu emblématique de la maison Disney. Pourquoi Walt Disney choisit-il une souris ? Il semble que le studio où travaillait Disney à cette époque était envahi de ces petits rongeurs (a priori une légende). Selon d'autres sources, Walt Disney possédait une souris apprivoisée nommée Mortimer (d'où le nom originel de Mickey). Iwerks l'a créé à partir de trois ronds pour la tête, afin d'en faciliter l'animation. Cependant, Oswald le lapin et Mickey Mouse avaient la même physionomie, a leur début. Un pied de nez, en quelque sorte. Seules les oreilles les différencient réellement. C'est Disney lui-même qui a doublé le personnage de Mickey du premier dessin animé à 1947.
Dans son livre Walt Disney Conversations, Kathy Merlock Jackson cite plus longuement l'interview tardive évoquée par Barrier. Elle en retient que Walt a été inspiré par une souris domestique (souris du foyer et non domestiquée) qui venait sur son bureau au Studio Laugh-O-Gram. Voici ce que Walt avait déclaré :

« Elles (les souris) avaient l'habitude de se battre pour des miettes dans ma poubelle lorsque je travaillais seul tard dans la nuit. Je les prenais, les plaçais et les gardais dans des cages sur mon bureau. Je fus particulièrement attendri par une souris domestique brune. C'était un petit gars assez timide. En le tapotant sur le nez avec mon crayon, j'ai réussi à lui apprendre à aller dans un cercle noir que je traçais sur ma planche à dessin. Quand j'ai quitté le Kansas pour tenter ma chance à Hollywood, j'ai souffert de le laisser derrière moi. Alors je l'ai précautionneusement emmené dans un jardin, m'assurant que les alentours étaient agréables et laissé mon petit ami apprivoisé gambader vers la liberté. »

John Grant reprend la version de Mosley et Lambert déclarant que c'est d'après une interview de Walt Disney mais il précise que Walt a donné au fil du temps plusieurs versions de cette histoire. Il est toutefois moins catégorique pour le lieu, indiquant que « le train avait atteint le Middle West » et ajoute que Lilian aurait alors refusé le nom de Mortimer. Il précise que c'est en arrivant dans cette zone géographique que « la souris portait un pantalon rouge avec deux gros boutons » et que Walt avait établi le premier scénario. Grant relativise ensuite en citant que d'après les sources disponibles Walt est à l'origine de la personnalité et Iwerks de l'aspect graphique.
Selon d'autres sources, Walt Disney possédait quelques années plus tôt, durant la période difficile des studios à Kansas City, une souris apprivoisée nommée Mortimer (d'où le nom originel de Mickey). D'après John Kenworthy, Iwerks s'inspire des vieux dessins réalisés par Hugh Harman en 1925 autour d'une photographie de Walt Disney : des souris.
Plus prosaïquement, le chat a déjà été pris par Otto Messmer avec son célèbre Félix le Chat et les autres personnages animaliers ne peuvent pas avoir la personnalité voulue par Walt — un personnage espiègle, rusé et joyeux :

« Nous pressentions que le public, et particulièrement les enfants, apprécient les animaux petits et mignons. Je pense que nous nous sommes inspirés de Charlie Chaplin pour le caractère. Nous voulions quelque chose d'attirant et nous avons pensé à un petit bout de souris qui aurait quelque chose de la mélancolie de Chaplin — un petit compagnon essayant de faire du mieux qu'il peut. »

— Walt Disney, Walt Disney Quotes - On Mickey Mouse

« Quand les gens rient de Mickey Mouse, c'est parce qu'il est si humain ; c'est là que réside le secret de sa popularité,. »

— Walt Disney, Walt Disney Quotes - On Mickey Mouse
Les autres personnages conçus à cette époque seront utilisés comme personnages secondaires, tels que Clarabelle et Horace.
La forte ressemblance entre Oswald, Mickey et, plus tard, Flip la grenouille marque le trait de crayon d'Iwerks, assez proche de celui d'Otto Messmer. Oswald le lapin et Mickey Mouse ont la même physionomie à leurs débuts. Iwerks a créé Mickey à partir de trois ronds pour la tête. Seules les oreilles les différencient réellement. Ce trait permet un dessin rapide du personnage et une animation aisée grâce au faible nombre d'éléments et à leur grande simplicité : des tubes pour les jambes, des cercles pour le corps. Mickey serait encore plus simple à dessiner grâce à ses oreilles toujours circulaires en toute circonstance (et non pointues comme Félix, ou pendantes comme Oswald) et sa queue faite d'un simple coup de crayon. John Grant rappelle qu'Iwerks a animé presque seul les cinq premiers courts métrages de Mickey, Ben Sharpsteen n'arriva lui qu'en 1929.
Le graphisme de Mickey Mouse ne reste pas figé à celui réalisé par Ub Iwerks, comme cela sera détaillé plus loin.

### 1928: Premières apparitions cinématographiques

Mickey et Minnie Mouse dans Plane Crazy (1928).

On établit souvent la date du 18 novembre 1928 comme celle de la naissance de Mickey. Il s'agit là de la date de sortie, au Colony Theater de New York, de Steamboat Willie,,, film souvent considéré comme le premier dessin animé sonorisé, bien que Dinner Time soit sorti un mois auparavant le 14 octobre.

Mickey et Minnie dans Mickey gaucho (1928).

Or Mickey voit réellement le jour dans le dessin animé Plane Crazy, réalisé plus tôt dans l'année, mais muet et projeté le 15 mai 1928. Il est inspiré de l'exploit de Charles Lindbergh mais ne conquiert pas le public,. Malgré cet insuccès, Walt lance un autre film, Mickey gaucho, qui sort à la fin de l'été et n'est pas mieux reçu. Ces problèmes s'ajoutent au fait que Walt Disney a du mal à trouver un distributeur. Ce problème est en partie dû à la ressemblance assez importante avec ses précédentes productions. Afin de ne plus avoir de problème avec les distributeurs, Walt dépose un dossier de marque pour Mickey Mouse avec le logotype visible dans les films (dès le 21 mai 1928) qui sera accepté le 18 septembre 1928, d'autres marques seront déposées en 1933 pour le dessin et en 1934 pour les comics strips.

Mickey dans Steamboat Willie (1928).

Contre toute attente, Walt Disney laisse se poursuivre le troisième film, Steamboat Willie, qui est présenté une première fois en muet le 29 juillet. Disney cherche alors un moyen d'attirer le public. Il observe qu'il manque quelque chose à ses productions afin de les différencier de celles de ses concurrents et de ses précédentes. Le résultat de ses observations est cristallisé par la modification du troisième épisode Steamboat Willie. Il manque le son. Walt refait le film avec une bande sonore synchronisée, Steamboat Willie ressort alors avec du son synchronisé le 18 novembre.
Les deux premiers épisodes sont ensuite refaits avec une bande sonore et ressortis plus tard : Mickey gaucho ressort le 30 décembre 1928 et Plane Crazy le 17 mars 1929.
Ci-dessous seront étudiés plus en détail, sous un angle différent, ces trois premiers films que sont Plane Crazy, Mickey gaucho et Steamboat Willie.

#### Première rencontre avec Minnie et Pat Hibulaire

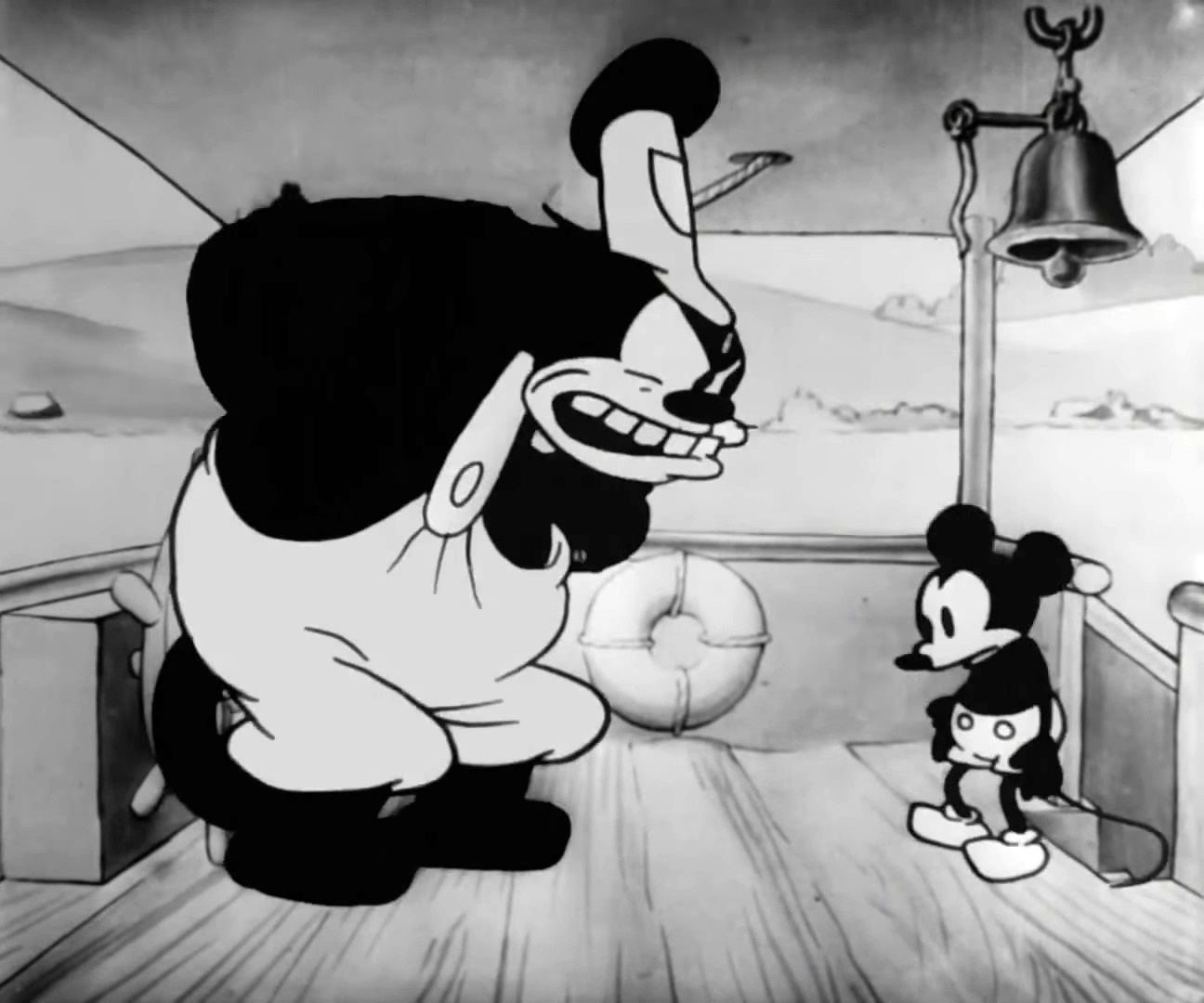
Pat Hibulaire et Mickey dans Steamboat Willie.

Minnie apparaît dès le premier film de Mickey, Plane Crazy, sorti (sans son) le 15 mai 1928, inspiré par l'exploit de Charles Lindbergh. Mickey y joue le rôle d'un pionnier de l'aviation qui tente de bricoler un avion avec les objets à disposition dans la grange de sa ferme. Minnie y joue la fiancée de Mickey, à laquelle il fait endurer sa passion pour l'aviation. Il arrive à la convaincre de monter à bord de l'avion pour son premier vol. Il arrive à faire décoller son appareil et effectue des acrobaties aériennes qui s'avèrent être de véritables péripéties. Minnie est même obligée d'utiliser ses dessous comme parachute pour ralentir sa chute de l'avion bricolé par Mickey.
Minnie apparaît ensuite régulièrement dans les films sous son nom ou parfois sous des « pseudonymes ».
Le personnage de Pat Hibulaire (Pegleg Pete ou Black Pete) est né en 1925 dans la série Alice Comedies et apparaît aux côtés de Mickey Mouse dans le film Mickey gaucho (sorti, sans son, le 7 août 1928). Ce dessin animé est une parodie du film The Gaucho avec Douglas Fairbanks, sorti le 21 novembre 1927.
Mickey y joue le rôle d'un gaucho chevauchant un nandou (oiseau proche de l'autruche) dans la pampa argentine. Il fait un arrêt à la Cantina Argentina, un lieu servant à la fois de bar et de restaurant. Mickey souhaite boire un coup et fumer le cigare. Le hors-la-loi recherché, Pegleg Pete (Pat Hibulaire), est présent dans l'établissement et profite de la bière amenée par la serveuse Donna Minnie, danseuse de tango à ses heures perdues. Sa prestation attise les convoitises de l'assistance, qui se lance dans des affrontements pour la belle. Pete enlève Minnie et tente de s'enfuir à cheval. Mickey le poursuit alors sur son nandou et se lance dans un duel à l'épée. Mickey gagne le duel et s'enfuit avec Minnie.
Pat Hibulaire poursuit son rôle de méchant récurrent mais devient parfois un simple personnage secondaire.

#### L'arrivée du parlant

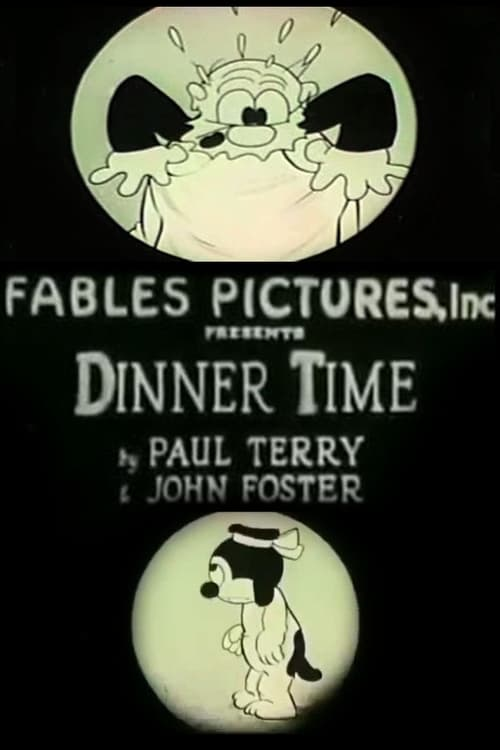
Affiche de Dinner Time, premier dessin animé présenté en public comportant du son, un mois avant Steamboat Willie.

Steamboat Willie est diffusé en public pour la première fois le 18 novembre 1928. On retrouve à la direction Walt Disney et Ub Iwerks, ce dernier est aussi le chef animateur, assisté de Johnny Cannon, de Les Clark, de Wilfred Jackson et de Dick Lundy. L'histoire est une parodie du film Cadet d'eau douce (Steamboat Bill Jr.) avec Buster Keaton et Ernest Torrence, sorti le 12 mai 1928.
Steamboat Willie n'est ni le premier dessin animé de Mickey Mouse, ni le premier film avec une bande sonore synchronisée pour la musique, le son et les dialogues. Cette dernière distinction revient à Dinner Time (14 octobre 1928) de la série Aesop's Fables produite par Paul Terry et utilisant le procédé DeForest permettant un son mono. D'autres dessins animés avaient déjà une bande sonore mais le son n'était pas synchronisé. La série des Sound Car-Tunes (environ 30 films) a été produite entre mai 1924 et septembre 1926 par les Fleischer Studios — studios dirigés par Dave et Max Fleischer.
Steamboat Willie est pourtant le film utilisé comme date officielle de la naissance de Mickey Mouse et très souvent comme le premier film d'animation avec du son. Ces éléments sont surtout dus à l'importante reconnaissance du public. Les historiens de l'animation ont longuement débattu sur le compositeur de la musique originale du film. Ce rôle a été attribué à Wilfred Jackson, Carl W. Stalling et Bert Lewis mais rien ne l'affirme clairement. Leonard Mosley et Christopher Finch relatent que seul Jackson savait jouer d'un instrument : l'harmonica,. Dans la version de travail, le reste de la bande sonore est essentiellement composé de bruitages sonores réalisés avec les moyens du bord, dans un garage, tandis que les « voix » de Mickey et de Minnie sont jouées par Walt Disney en personne. Pour la version finale, Leonard Mosley indique que c'est le chef d'orchestre Carl Edouarde qui supervisa l'enregistrement des effets sonores moyennant une somme importante. Les effets sonores furent placés sur la bande du film grâce au système Cinéphone de Pat Powers.
Mickey est matelot sur le Steamboat Willie, sous les ordres du Capitaine Pete, pourtant on aperçoit le moussaillon sifflant à la barre au début du film. Ensuite, le capitaine arrive et reprend les commandes en ordonnant à Mickey de briquer le pont. Ils stoppent à un ponton pour embarquer des marchandises. À peine sorti du port, leur seul passager arrive sur le ponton. C'est une passagère, Minnie, qui arrive en retard pour l'embarquement. Mickey utilise une grue pour attraper Minnie sur le bord de la rive et la hisser à bord. Minnie perd accidentellement sa partition de la chanson populaire Turkey in the straw et la feuille de papier est mangée par une chèvre, un des animaux embarqués. Mickey et Minnie utilisent alors la queue de l'animal comme manivelle et la chèvre devient un phonographe. Mickey poursuit en utilisant les objets et animaux du bord comme instruments de musique. Le capitaine Pete est rapidement gêné par le vacarme et renvoie Mickey au travail : il est condamné à éplucher des pommes de terre pour le reste du voyage. Un perroquet tente de l'amuser mais, agacé, Mickey lui lance une pomme de terre, ce qui fait chuter le volatile dans la rivière. Cette scène est la scène finale.

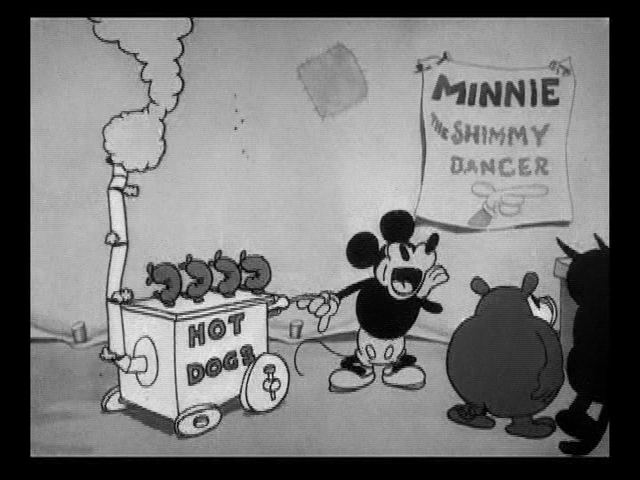
Mickey prononçant ses premiers mots, Hot dogs! Hot dogs! dans The Karnival Kid (1929).

D'après les journaux, le public au moment de la sortie de Steamboat Willie est très impressionné par l'utilisation du son dans un but comique. Les films parlants sont alors considérés comme innovants et le premier film avec des séquences de paroles, Le Chanteur de jazz (1927) avec en vedette Al Jolson, n'est sorti que le 6 octobre 1927, soit moins de 60 semaines auparavant. Durant l'année qui s'est écoulée, la plupart des lieux de projection américains se sont équipés de systèmes sonores. Walt Disney a voulu profiter de cette nouvelle tendance et parvient visiblement à ses fins. Grâce à cet avantage sonore, Mickey Mouse devient le personnage animé le plus important du moment et, avec la ressortie des deux films précédents avec une bande sonore, le succès et la popularité de la souris est grandissant.
Le quatrième film de Mickey, The Barn Dance, sort le 14 mars 1929. Il est le premier d'une série de douze courts métrages sortis la même année. Avec ce film, Disney est en position de proposer pas moins de quatre films au printemps 1929, alors que de nombreux studios hésitent encore à faire des films parlants.
Le terme « parlant » est un peu exagéré car ce n'est qu'avec The Karnival Kid (23 mai 1929) que la souris prononce ses premières paroles compréhensibles avec les mots « Hot dogs, Hot dogs ! ».

#### Une évolution graphique: la première paire de gants

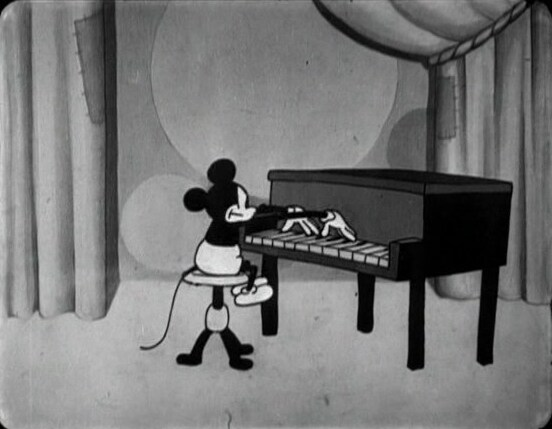
Mickey avec des mains gantées dans L'Opéra (1929).

Un signe distinctif, devenu essentiel de la tenue de Mickey, réside dans ses gants. Mickey ne commence à porter des gants blancs qu'à partir du film L'Opéra, sorti le 28 mars 1929. C'est le second film de l'année 1929 et la souris porte ensuite presque toujours des gants blancs. Une des raisons probables est que, dans les films en noir et blanc à partir de L'Opéra — le premier film en couleur de Mickey est La Fanfare en 1935 —, il faut que le public puisse distinguer les mains du personnage lorsqu'elles passent devant son corps de couleur noire. Justement, dans ce film, Mickey est pianiste, il est inconcevable de ne pas alors voir ses mains. Les trois lignes noires sur le dessus du gant représentent les plis piqués prévus dans la fabrication des gants dans le prolongement des doigts, typiques des gants d'enfants de l'époque.
Par ailleurs, selon l'universitaire Nicholas Sammond, les personnages de dessins animés tels que Mickey Mouse et Félix le chat ont été conçus et développés en utilisant les conventions visuelles et performatives du blackface, via des personnages de divertissement, aux visages peints blanc et qui portent des gants blancs, incarnant les anxiétés et les désirs sociaux, culturels, politiques et raciaux qui lient la race au corps en travail,.

### 1929: Un personnage aux nombreux rôles

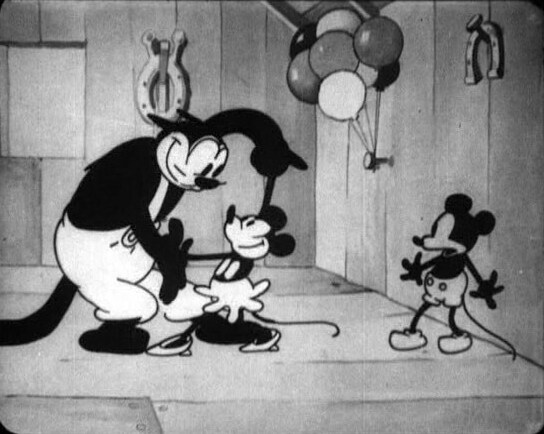
Pat, Minnie et Mickey dans Bal de campagne (1929).

Les films de l'année 1929 donnent au personnage de Mickey une grande diversité de rôles ; quelques-uns sont listés ci-dessous. Cette succession de rôles semble avoir motivé Walt Disney à sous-entendre en 1933 que Mickey Mouse est un acteur engagé par les studios Disney et non un personnage vivant toutes les histoires concoctées par les animateurs et scénaristes.
Le 12 août 1929, Walt Disney se voit accorder, en tant que créateur, les droits d'utilisation de la marque déposée Mickey Mouse pour le cinéma, à la suite du dépôt d'un dossier à l'USPTO. D'autres utilisations lui seront accordées dans les années qui suivent.

#### Mickey amoureux
Dans Bal de campagne, sorti le 14 mars 1929, Mickey est éconduit par Minnie au profit de Pat Hibulaire. Ce dernier est, en sa faveur, présenté dans ce film comme un gentleman maniéré et non comme un méchant menaçant. Mickey est en plus présenté non pas en héros mais en un simple jeune prétendant malchanceux. Dans sa tristesse et son chagrin d'amoureux éconduit, il apparaît inhabituellement émotif et vulnérable. Certaines critiques ont vu simplement dans ce film un moyen supplémentaire pour Disney d'ajouter un peu plus à l'empathie du public envers le personnage.

#### Une simple souris

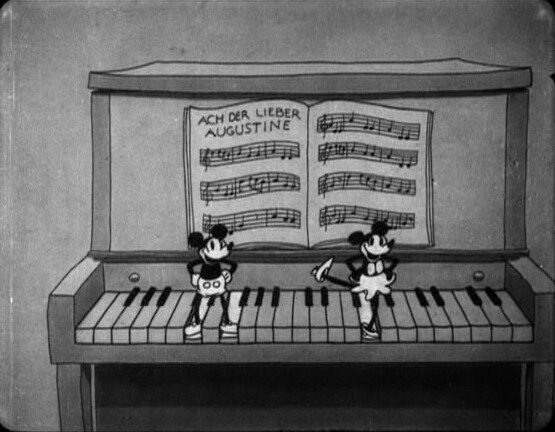
Mickey et Minnie dans When the Cat's Away (1929).

Dans When the Cat's Away, sorti le 18 avril 1929, Mickey apparaît dans un remake d'un épisode des Alice Comedies intitulé Alice Rattled by Rats (1925). Dans ce film, un chat nommé Kat Nipp vit dans une demeure où il passe une grande partie de son temps à boire de l'alcool. Sa présence empêche les souris de la maison de vivre. Kat Nipp s'absente pour aller chasser au-dehors. Une armée de souris profite de cette absence pour envahir la maison à la recherche de nourriture. Parmi les souris, Mickey et Minnie tentent de transformer le regroupement en une fête.
Le chat Kat Nipp est déjà apparu auparavant dans The Opry House et est désigné sous le terme « Tom Cat » (le chat de Tom) ce qui ne doit pas être confondu avec le chat Tom, covedette de la série créée en 1940 par William Hanna et Joseph Barbera, Tom et Jerry.
Ce court métrage décrit de manière inhabituelle Mickey et Minnie comme de simples souris. De plus les deux personnages se voient donner une taille proche de celle des souris réelles. Les épisodes précédents et suivants leur attribuent plutôt une taille proche des humains, juste un peu plus petite. Ce film a de plus été réalisé durant la prohibition et l'alcool présenté serait de l'alcool de contrebande.

#### Mickey soldat

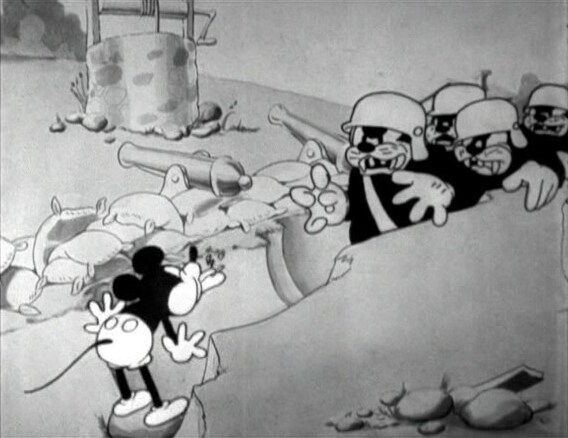
Mickey face à l'armée de Pat dans Champ de bataille (1929).

Dans Champ de bataille, sorti le 25 avril 1929. Mickey est présenté comme un soldat et prend part aux combats. Mickey est une jeune recrue de la guerre entre les souris et les chats. Son unité est opposée à celle dirigée par Pat Hibulaire. Le court métrage décrit une guerre fictive mais attribue à chaque camp des éléments remarquables. Ainsi les chats possèdent des casques à pointe utilisés par l'armée de l'Empire allemand durant la Première Guerre mondiale (1914-1918) tandis que les souris chantent des hymnes des États confédérés d'Amérique lors de la Guerre de Sécession (1861-1865). Ces deux événements sont encore récents dans les esprits des Américains en 1929.

#### Mickey explorateur durant la Grande Dépression

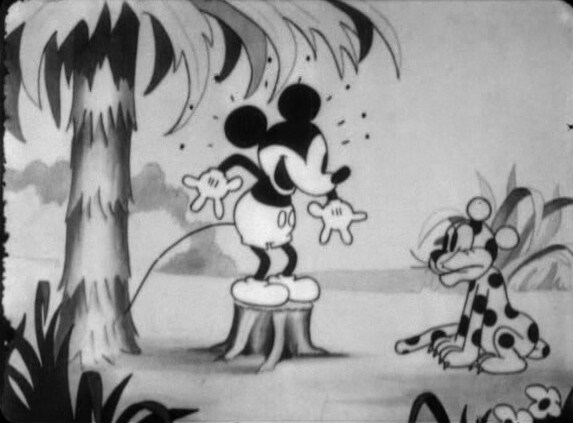
Mickey et un tigre dans Les Rythmes de la jungle (1929).

L'un des derniers courts métrages de l'année 1929, Les Rythmes de la jungle sorti le 15 novembre 1929 présente Mickey en explorateur dans un safari quelque part en Afrique. Mickey monte un éléphant et tient une arme dans cette expédition. Mais il se retrouve coincé entre un lion et un ours. Il tente de les apaiser en jouant de la musique. La suite du film est une succession de musique permettant de faire danser des animaux de la jungle. Les airs vont du Yankee Doodle et du Turkey in the Straw aux Auld Lang Syne, An der schönen blauen Donau et Aloha ʻOe.
Ce film évoque les Britanniques du début du XXe siècle parcourant le monde et explorant ses richesses. Toutefois les successions d'animaux semblent évoquer les difficultés quotidiennes des Américains dans ce début de Grande Dépression à la suite du Jeudi noir.

### 1930: débuts sur plusieurs supports
L'année 1930 marque une évolution du personnage sur plusieurs points surtout pour les supports de présentation du personnage. Walt Disney ne cantonne pas son personnage aux seuls films d'animation. Cet élargissement des supports engendre des évolutions au niveau graphique et aussi de la personnalité de Mickey.

#### Première apparition en bandes dessinées et en poupée
Au moment où sort le 15e court métrage, le personnage de Mickey possède une reconnaissance de la part du public et un certain succès. Walt Disney est alors approché par le King Features Syndicate, une association de producteurs-éditeurs, qui lui offre un contrat pour l'utilisation de Mickey et ses amis dans un comic strip.
Walt accepte et Mickey apparaît pour la première fois dans un journal le lundi 13 janvier 1930. C'est un strip de quatre cases qui reprend au début le scénario de Plane Crazy mais qui rapidement se transforme en une autre histoire intégrant celle de Jungle Rhythm. Les premières bandes furent publiées du 13 janvier au 31 mars 1931 et furent ensuite regroupées dans une histoire baptisée Mickey dans l'île mystérieuse (Lost on a Desert Island).
Cette histoire intègre le personnage de Minnie Mouse (du fait de sa présence dans Plane Crazy) mais elle n'apparaît qu'au début et la fin de l'histoire. Elle est scénarisée par Walt Disney, dessinée par Ub Iwerks et encrée par Win Smith.
C'est en janvier 1930, que Charlotte Clark, une jeune couturière de Burbank réalise une poupée de Mickey Mouse qu'elle montre à son entourage. Elle est remarquée par Walt Disney qui la trouve réussie. Walt l'engage alors et lui demande de produire la poupée en série. Elle est présentée à chaque événement promotionnel, devenant ainsi le premier produit dérivé Disney.
Un petit livre nommé Mickey Mouse Book sera édité cette même année 1930 par Bibo-Lang, c'est la première publication de Mickey sous une autre forme que les strips,.

#### Mickey et la musique classique
Après un spectacle solo dans The Opry House en 1929, Mickey poursuit sa carrière musicale en 1930. Au début de l'année 1930, deux courts métrages de Mickey traitant de la musique classique sont réalisés et sortent à moins de 15 jours d'intervalle. The Barnyard Concert, sorti le 3 mars 1930, présente Mickey à la tête d'un orchestre composé d'animaux de ferme. Les seuls personnages reconnaissables sont Clarabelle en flûtiste et Horace en percussionniste. L'interprétation de l'ouverture de Poète et Paysan de Franz von Suppé est très drôle mais comme l'ont fait remarquer certaines critiques, plusieurs gags sont des reprises des précédents films.
Le second film est d'abord sorti le 14 mars 1930 sous le nom de Fiddlin' Around puis réédité sous le titre Just Mickey. Les deux titres permettent une bonne compréhension du sujet évoqués : Mickey est un violon soliste qui interprète plusieurs titres. Les morceaux sont l'ouverture de Guillaume Tell de Rossini, la Rêverie de Robert Schumann, et la Rhapsodies hongroises no 2 de Franz Liszt.
Ces dessins animés suscitent quelques années plus tard (1934) l'édition par RCA Victor de disques contenant des versions orchestrées des musiques des courts métrages. Ce sont les premières bandes originales de film de l'industrie phonographique. La plupart de ces disques sont des enregistrements de Frank Luther et son orchestre datés de novembre 1933.

#### Départ d'Iwerks et conséquences
C'est au mois de mars 1930, qu'Ub Iwerks décide de partir fonder son propre studio après avoir eu des problèmes avec Walt Disney mais surtout après la proposition de financiers menés par Pat Powers (ancien distributeur de Disney récemment remplacé par Columbia Pictures) de cofinancer la création de son studio. Il se retire tout d'abord de la production des bandes dessinées dès la fin mars et semble avoir fini la réalisation du court métrage en cours The Cactus Kid.
Ce court métrage, sorti le 11 avril 1930 est conçu comme la parodie d'un Western, comme l'indique son titre. Mais il est plus considéré comme un remake au Mexique de Mickey gaucho (situé en Argentine).
Mickey est à nouveau un voyageur solitaire qui entre dans une taverne locale et s'approche des danseuses. La dernière danseuse est Minnie et le prétendant rival à nouveau Pat Hibulaire sous le pseudonyme de Peg-Leg Pedro. C'est la première fois dans un court métrage que Pat possède une jambe en bois. Cette caractéristique sera récurrente du personnage. À l'opposé, Horace est à nouveau utilisé de manière non-anthropomorphique, il est un vrai cheval remplaçant l'autruche dans Mickey gaucho.
Iwerks part créer l'Iwerks Studio et créé son personnage de Flip la grenouille. Ce départ marque un tournant dans la carrière de Mickey et aussi de Walt Disney. Walt perd son plus proche ami et collègue depuis 1919. Mickey perd son (co-)créateur, seul responsable de son dessin original et directeur de son animation depuis sa naissance.
Walt Disney décide de remplacer Iwerks par d'autres animateurs-dessinateurs. Pour la bande dessinée, Walt nomme « temporairement » Floyd Gottfredson, un jeune embauché du service animation. Son poste est officialisé le 5 mai 1930.
Pour les courts métrages, le remplaçant est David Hand qui travaille sur les Mickey Mouse jusqu'à la fin de l'année 1932.
Le court métrage suivant est The Fire Fighters qui met Mickey aux prises avec des incendies. La seconde histoire en bande dessinée, Mickey dans la vallée infernale prend comme base le film de Cactus Kid alors en finalisation et présente les autres personnages des films d'animation tels que Pat Hibulaire, Horace, Clarabelle, l'avocat corrompu Maître Chicaneau et Mortimer Mouse, l'oncle de Minnie. La parution de l'histoire débute le 1er avril 1930. Elle se poursuit jusqu'au 20 septembre.
La bande dessinée suivante Mickey contre Ratino : Minnie en danger !, qui s'étale du 22 septembre au 26 décembre 1930, permet à Gottfredson de créer plusieurs personnages dont Ratino, Marcus Mouse et sa femme, les parents de Minnie Mouse.

#### Un animal de compagnie: Pluto
Au début de l'année 1930, dans Symphonie enchaînée (The Chain Gang), Mickey rencontre un personnage canin non anthropomorphique et anonyme. Un chien similaire apparaît ensuite dans The Picnic sous le nom de Rover mais c'est le chien de compagnie de Minnie.
Quelques mois plus tard en 1931, le chien est renommé Pluto dans The Moose Hunt. Mickey part avec lui chasser. Il conservera dès lors son nom et son maître. Minnie aura en remplacement un chat nommé Figaro mais seulement à partir des années 1940.
Étonnamment, le meilleur ami de Mickey, Dingo apparu l'année suivante, et son animal de compagnie sont des représentants de la race canine, l'un anthropomorphe et l'autre non.

### 1931: le début des rôles récurrents
En 1931, Mickey commence à reprendre certains rôles qu'il a déjà tenu. Dans The Cactus Kid, considéré comme un remake au Mexique de Mickey gaucho, Mickey part à nouveau à la poursuite de Minnie prise en otage par Pat Hibulaire.
Ce rôle récurrent de chevalier sauvant la « demoiselle en détresse » Minnie est repris dans The Klondike Kid (1932), dans Mickey in Arabia (1932) et même parodié par les animateurs de Disney dans le faux film Galloping Romance, inclus dans Mickey's Gala Premier (1933). De même, Mickey sauvera à nouveau Minnie d'un gorille dans The Pet Store (1933) après l'avoir fait dans The Gorilla Mystery (1930).
Depuis 1930, la série des Mickey Mouse n'est plus réellement le lieu pour des essais d'animation, comme avec la musique. C'est plutôt le rôle dévolu aux Silly Symphonies, série lancée en 1929. Les Mickey Mouse sont devenus le vivier d'entraînement des jeunes animateurs. La seule innovation date de 1932 avec un dessin animé en couleur mais qui ne sera constante qu'en 1935.
Un premier livre cartonné The Adventures of Mickey Mouse est édité par David McKay Publications. Ce livre raconte plusieurs histoires autour des animaux de ferme évoluant autour de Mickey. Cette publication deviendra une série

### 1932: Évolution et internationalisation de Mickey

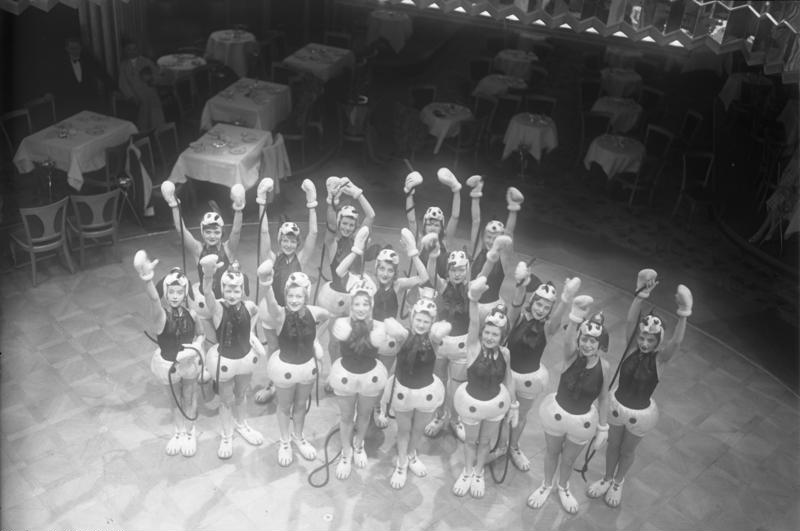
Spectacle Micki-Maus-Revue-Girls à Berlin en janvier 1931.

Très tôt, les distributeurs de films comme Pathé, présent des deux côtés de l'Océan Atlantique, diffusent les courts métrages de Mickey dans le monde entier. Le public est rapidement conquis par ce personnage joyeux et attendrissant. De nombreuses adaptations du personnage inondent le monde avec les films, les publications ou des spectacles tel que celui des Micki-Maus-Revue-Girls donné à Berlin dès janvier 1931.
Le 10 janvier 1932, Earl Duvall est autorisé à lancer une planche dominicale de Mickey Mouse. Gottfredson en prend la responsabilité dès la semaine suivante. Ces histoires courtes permettent d'avoir un contrepoint proche du sketch aux longues histoires de la semaine.
Parmi l'équipe de dessinateurs, on peut noter la présence d'Al Taliaferro à l'encrage à partir du 26 février 1931. Il poursuit ce travail quotidien jusqu'en novembre 1932, date à laquelle il s'occupe à plein temps des bandes dessinées hebdomadaires. Cette même année 1932, Disney autorise un journal italien à reproduire et traduire les histoires en Italie dans des magazines, nommé simplement Topolino (le nom italien de Mickey) publié par Mondadori à partir de décembre 1932.
On peut toutefois noter une différence de traitement entre les courts métrages et les bandes dessinées. Les films sont plus axés sur la comédie tandis que les bandes dessinées et plus tard les livres incluent en plus une grande part d'aventure. Mickey est souvent sur le papier un explorateur, un aventurier parti à la recherche de trésor ou de « gloire » (plutôt de dépassement de soi). Cette divergence s'accentuera encore plus à la fin des années 1930.
En 1932, Gottfredson donne à Mickey une famille un peu plus étoffée avec l'apparition dans Mickey's Nephews de deux neveux Morty et Ferdie qui seront baptisés Jojo et Michou en novembre 1935 dans Le Journal de Mickey. Ils apparaissent au cinéma en 1934 dans Mickey's Steamroller.

### 1933-1937: Un personnage (trop?) populaire
La période 1933-1937 est marquée pour la bande dessinée aux États-Unis par le trio Ted Osborne (scénario), Floyd Gottfredson (dessin) et Ted Thwaites (encrage). Mickey découvre alors de nouvelles contrées, des trésors et de nombreux personnages. Ensuite Osborne est remplacé par Merrill De Maris (jusqu'en 1942).
En 1933, Mickey Mouse Magazine apparaît aux États-Unis imité en France en 1934 par Le Journal de Mickey. En 1934, Mickey est crédité d'une nièce nommée Maisy dans Gulliver Mickey (1934), ce sera sa seule apparition. De 1935 et 1936, la compagnie Fanchon and Marco présente lors de la California Pacific International Exposition à San Diego, un spectacle nommé Mickey Mouse Circus,.
Comme preuve de l'internationalisation de Mickey, on peut citer l'exemple suivant. En 1934, le journaliste correspondant à New York du Daily Herald, Harold Butcher revient d'un tour du monde, il déclare qu'à chaque étape il se retrouvait en compagnie de la souris.
Preuve de son succès en 1934, Mickey fit sa première apparition à la Macy’s Thanksgiving Day parade et depuis le personnel est toujours resté ( sauf entre l'édition de 1935 à 1971 puis est revenu en 2000 et repart jusqu'en 2009 puis repart en 2012 pour revenir en 2021)
En 1936, une version serbe nommée Mikijevo Carstvo est lancée (parution jusqu'en 1941) ainsi qu'une suédoise nommée Musse Pigg-tidningen. Cette dernière est publiée par Åhlén & Åkerlund et 23 publications sortiront jusqu'en 1938.
Pour les dessins animés, les histoires s'étoffent en 1934 avec l'arrivée de Donald Duck. Le trio Mickey, Donald, Dingo offre aux scénaristes de nombreuses possibilités de gags comme le célèbre Mickey pompier (Mickey's fire Brigade, 3 août 1935). Les effets comiques sont augmentés par l'utilisation de la couleur à partir du début de l'année 1935. Le premier court métrage en couleurs est La Fanfare (The Band concert, 23 février 1935). Les histoires se succèdent alors au rythme d'une petite dizaine par an. Techniquement, ce sont plutôt les Silly Symphonies qui voient l'apparition de nouvelles techniques mais en 1937 Les Revenants solitaires marque le premier usage de la « peinture transparente », un effet spécial utilisé ici pour les fantômes.
Mais le caractère du personnage évolue en raison de cette mondialisation. Mickey devient sage. Il ne tente plus de voler un baiser à Minnie comme dans Plane Crazy, n'a plus sa magie qui lui permettait de modeler les objets ou de faire d'une chèvre un gramophone dans Steamboat Willie. Il devient un « homme bien sous tous rapports ».
Robert Heide et John Gilman indiquent que tandis que sa popularité augmente, que les produits dérivés se font plus nombreux, l'influence de Mickey se fait de plus en plus sur les enfants et les parents, la demande des parents se fait de plus en plus insistante pour que le personnage respecte les règles de bonnes conduites, que leurs enfants pourront imiter sans problème. Mickey abandonne ainsi petit à petit les rôles avec de mauvaises actions au profit d'un rôle de maître de cérémonie ou de simple second rôle. Ses derniers rôles principaux avec des bêtises qui donnent lieu à des gags sont Le Rival de Mickey et De l'autre côté du miroir tous deux de 1936. De plus, les anciens personnages secondaires obtiennent leurs propres séries à partir de 1938 avec Trappeurs arctiques mettant en scène Donald et Dingo.

### 1938-1944: Le début d'une période d'absence de l'écran
À partir de 1938, Mickey est de plus en plus difficile à mettre en scène au cinéma. Son caractère est trop strict et lui faire faire des bêtises comme à ses débuts l'aurait transformé en un autre Donald Duck. Sa popularité incite Disney à produire sa première émission de radio, Mickey Mouse Theater of the Air, diffusée sur NBC avec Mickey interprété par Walt. Selon l'historien Lewis Jacobs, l'émergence de Donald Duck comme une vedette à partir de 1939 est reliée à celles des gouvernements nationalistes et des conflits dans le monde, le tempérament du canard reflétant plus l'esprit violent de l'époque que Mickey Mouse, alors en déclin.
En animation, seule la séquence de L'Apprenti sorcier de Fantasia (1940) a réellement permis de le mettre en scène. Ensuite, il fait plutôt des apparitions, laissant la vedette à Pluto, Dingo mais surtout à Donald. En parallèle les productions de Disney subissent des changements. On peut noter l'arrêt des Silly Symphonies mais aussi un redéploiement, voulu par Walt, des animateurs en équipes séparées spécialisées sur des personnages. Cette répartition en plus d'être financièrement plus économique permet aussi une meilleure qualité sur chaque personnage, Donald est ainsi confié à Jack Hannah et Jack King, Pluto à Norman Ferguson et Nick Nichols, Mickey à Bill Roberts et Riley Thompson tandis Jack Kinney prend en charge Dingo.
En 1941, les animateurs de Disney tentent dans quelques courts métrages de donner à Mickey des oreilles répondant aux principes en trois dimensions mais ces tentatives n'ont pas abouti à un changement, Grant les qualifie même de « désastre ». Il explique que malgré ce genre d'initiative, l'aspect graphique de Mickey se résume à « ce qui peut être rapide à dessiner au moindre coût ». Mais les films ne sont pas pourtant de « faible qualité ».
Mais comme l'écrit James Conniff en 1949 dans The Marionestist (cité par John Grant), Mickey ne pouvait plus faire les quatre cents coups car « il était devenu le parangon de la vertu sous la pression de près de 500 millions de fans qui une année durant le zénith de sa gloire payaient pour les tickets [de cinéma]… pour voir leur idole. »
Walt Disney décide de poursuivre jusqu'en 1943 la production des courts métrages regroupés sous le titre Mickey Mouse, même si Mickey n'y fait que de brèves apparitions. La Seconde Guerre mondiale force les studios à éclipser légèrement Mickey au profit de personnages « plus proche des hommes » comme Donald, qui est utilisé dans des films de « propagande ».
Officiellement son dernier film marquant le début de cette période d'absence date de 1942 avec L'Heure symphonique. Mais, il fait une apparition en 1943 dans Pluto et l'Armadillo et une autre en 1946 dans Les Locataires de Mickey, dans lesquels c'est Pluto la vedette.
Le personnage poursuit sa vie surtout grâce à la bande dessinée avec les deux écoles : l'école américaine avec les comics et l'école italienne. Manuel Gonzales prend la responsabilité des planches dominicales en 1938. C'est à la fin de cette même année (le 22 décembre) que Mickey apparaît pour la première fois en bande dessinée avec des pupilles noires sur fond blanc et non de grands ovales noirs (parfois biseauté). La période semble correspondre avec l'attribution de pupilles par Fred Moore durant la production de L'Apprenti Sorcier, la séquence de Fantasia. Plusieurs autres nouveautés arrivent peu après comme la forte proportion d'histoires de détective pour aider le commissaire Finot face à plusieurs méchants comme Pat Hibulaire et le Fantôme noir. À cette époque Mickey joue un peu les Sherlock Holmes, assisté par Dingo en Dr Watson.
Ce dernier est né avec le commissaire Finot entre mai et septembre 1939 dans Mickey contre le Fantôme Noir. On note aussi l'arrivée de Bill Wright à l'encrage en remplacement de Ted Thwaites.
À partir de 1943, Bill Walsh prend en charge les scénarios. Sous sa direction, Mickey va à nouveau changer et perdre définitivement sa tenue (une simple culotte) le 3 août 1944, grâce à un voyage (peut-être rêvé) dans le futur, au profit d'un pantalon et d'une chemise, dans The World of Tomorrow (31 juillet 1944-11 novembre 1944).

### 1953-1975: La télévision et la bande dessinée remplacent le cinéma

Logo de l'émission The Mickey Mouse Club.

Après la Seconde Guerre mondiale, Mickey réapparaît au cinéma pour quelques courts métrages entre 1946 et 1952, tandis que l'Allemagne, privée des productions américaines depuis 1935, voit réapparaitre à partir de 1951 l'univers de Disney avec entre autres le lancement du magazine Micky Maus. Côté américain, aucun nouveau film d'animation avec Mickey n'est produit après 1953.
Toutefois le personnage apparaît « en chair et en os » à la fois sur les écrans de télévision dans Le Monde merveilleux de Disney (1954) puis le The Mickey Mouse Club (1955) et dans le parc Disneyland. Le Mickey Mouse Club se base sur le principe d'une émission de variétés et d'un club, reprenant celui créé avec le cinéma dans les années 1930 et l'adaptant à la télévision. L'émission est diffusée le samedi matin sur ABC et présente un groupe de jeunes surnommé Mouseketeers réalisant des séquences de chants, de jeux et autres activités permettant des intermèdes entre la diffusion de séries télévisées comme Zorro, des « classiques » de Mickey et Donald, ou des documentaires. Ces derniers sont d'abord orientés sur la promotion du parc Disneyland, dont l'émission était une contrepartie financière. Les jeunes deviendront eux des vedettes de cinéma et de télévision.
Le personnage dans le parc évolua d'un simple costume, emprunté à Ice Capades, un spectacle de danse sur glace, vaguement ressemblant vers un personnage plus rond et aux proportions plus proches de celle des dessins animés. David Koenig précise que le personnage a dû être rapetissé entre ses apparitions des années 1950 et celles de 1970 et donc "joué" par des femmes de taille moyenne.
Du côté de la bande dessinée, à partir de 1955, le King Features Syndicate décide d'arrêter les bandes dessinées en strip à suivre et n'accepte plus que des strips de gags. Les histoires de Mickey se poursuivent donc uniquement dans des livres ou revues. Ainsi l'éditeur italien Mondadori est obligé de commander des histoires à des auteurs italiens.
Cette seule production de presse permet à Gottfredson et une multitude d'animateurs principalement américains, italiens, danois et français de concevoir jusqu'à aujourd'hui plus de 20 000 histoires et d'étendre le monde autour de Mickey. Mais, il faut rendre un hommage spécial aux dessinateurs italiens tel que Romano Scarpa et Giorgio Cavazzano qui, comme le souligne David Gerstein, ont conservé le monde créé par Gottfredson tout en le redynamisant.

### 1975-1999: Une période intermédiaire
Une page se tourne en 1975, avec le départ à la retraite de Gottfredson tandis qu'en 1984, Michael Eisner prend la direction de The Walt Disney Company.
Un fait particulier de cette période intermédiaire dans l'histoire de la société Disney est la remise d'une étoile sur le Hollywood Walk of Fame le 18 novembre 1978 à Mickey Mouse en l'honneur de son 50e anniversaire ainsi qu'une plaque dans le Broadway Theatre (ex-Colony Theater) où eut lieu la première de Steamboat Willie en 1928. C'est le premier personnage animé à recevoir cette distinction. L'étoile est située au niveau du 6925 Hollywood Boulevard.
En 1979 Disneyland Records édite Mickey Mouse Disco, un album de musique comprenant des versions disco des classiques musicaux de Disney, et dont la promotion est assurée par une compilation de courts métrages d'animation, sorti le 25 juin 1980.
Une date de renaissance pourrait être 1983 avec la sortie du film Le Noël de Mickey qui fut aussi l'occasion de présenter de nombreux personnages depuis longtemps absents à l'écran et qui coïncide avec le lancement de Disney Channel et le premier jeu vidéo de Mickey L'Apprenti Sorcier sur Atari 2600.
Le 21 mai 1986, le français Claude Marin dessine le personnage de Mickey Mouse sous l'apparence d'un bébé dans la série Bébés Disney dont la publication a débuté dans le numéro 1769 du Journal de Mickey.
En 1987, la chaîne de boutiques Disney Store est lancée et afin de garnir les étals, de nombreux objets à l'effigie de la souris sont édités par Disney Consumer Products.
La véritable renaissance de Mickey est due à une « guerre » de studios entamée voici plusieurs décennies. Elle oppose Mickey Mouse de Disney à Bugs Bunny de Warner Bros. pour la place du personnage d'animation le plus populaire. Un moment historique du cinéma est leur présence dans le même film, le célèbre Qui veut la peau de Roger Rabbit réalisé par Robert Zemeckis et sorti en 1988. Warner et Disney signèrent un contrat stipulant que chacun des deux personnages devait apparaître la même durée et avoir le même temps de parole à la microseconde près. La scène de chute dans le vide entre les deux héros « tentant » d'aider Eddie Valiant est avec la scène finale, une des rares scènes avec les deux personnages. Dans la guerre, cette bataille s'achève en quelque sorte par un statu quo.
En 1993, le personnage obtient un réel lieu de vie avec une maison construite dans Mickey's Toontown à Disneyland, inspirée de celle des bandes dessinées. Autour se retrouvent les maisons de Minnie, Dingo, l'arbre de Tic et Tac et un bateau appartenant à Donald.
La plus récente sortie au cinéma de Mickey Mouse reste le court métrage Mickey perd la tête (1995).

### À partir de 1999: Mickey sur tous les supports
Ainsi qu'une très brève apparition dans Fantasia 2000 où il remercie de leur présence les deux chefs d'orchestre, James Levine et Leopold Stokowski après la séquence de L'Apprenti sorcier, reprise du Fantasia de 1940 et bien que Disney a annoncé la sortie d'une toute nouvelle histoire. Entre-temps, Mickey est apparu en vidéo en 1999 dans Mickey, il était une fois Noël. Depuis, il est réapparu en vidéo en 2004 dans Mickey, Donald, Dingo : Les Trois Mousquetaires, encore en animation traditionnelle, et dans Mickey, il était deux fois Noël, en animation numérique.
À partir de la fin des années 1990, plusieurs séries télévisées ont pris Mickey comme vedette tel que Mickey Mania (1999—2000), Disney's tous en boîte (2001—2003) et La Maison de Mickey (2006). Mickey est aussi présent, comme un personnage non visible, dans l'épisode « You Oughta Be In Toons » de la série Bonkers (1993-1995).
Entre 1999 et 2001, Mickey est le personnage principal d'un nouveau magazine créé en Italie, MM Mickey Mouse Mystery Magazine. Il a été adapté en anglais. Cette publication en 12 parties se passe dans une autre ville que Mickeyville et possède un style narratif plus adulte. Graphiquement, il reprend le style de Gottfredson mais peut se rapprocher des comics noirs américains tel que Batman.
En 2002, Mickey apparaît dans le jeu vidéo Kingdom Hearts aux côtés d'autres personnages de Disney mais aussi de Square Enix.
En 2003, Mickey devient une peluche interactive avec Pal Mickey, qui en plus interagit avec certains éléments des parcs à thème américains de Disney (Disneyland Resort et Walt Disney World Resort), et réapparait dans Kingdom Hearts: Final Mix.
Aussi depuis 2004, Mickey apparaît aux côtés de Minnie dans le spectacle Disney Presents Pixar's The Incredibles in a Magic Kingdom Adventure de Disney on Ice. Toujours en 2004, il apparait dans le deuxième scénario du jeu Kingdom Hearts: Chain of Memories.
Le jour du nouvel an 2005, Mickey a l'honneur d'être le « Grand Marshal » du Tournament of Roses à Pasadena.
La même année, il est à nouveau présent dans le jeu Kingdom Hearts 2, et confirme donc sa présence dans le reste des jeux de la saga Kingdom Hearts.
Une bande dessinée publiée en 2006 dans le Journal de Mickey lui donne comme nom de baptême Michael Theodore Mouse. Le Monde note également que Michael est son prénom originel.
Le 1er juin 2010, Glénat annonce la publication en bande dessinée des œuvres complètes de Mickey Mouse et Donald Duck en 2011 et 2012 ainsi que de nouvelles histoires. En 2010, Disneyland Resort propose dans le parc un personnage costumé de Mickey Mouse couplé à des technologies interactives similaires à Turtle Talk with Crush interagissant avec les visiteurs, suivie en 2011 par une déclinaison au Magic Kingdom de Walt Disney World Resort.
Le 13 mars 2013, Walt Disney Animation Studios diffuse Croissant de Triomphe un court-métrage d'animation en 2D avec Mickey et Minnie à Paris, premier d'une série télévisée comprenant initialement vingt courts-métrages,. Le 23 avril 2013, Walt Disney Animation Studios diffuse sur internet À cheval ! un court métrage de Mickey Mouse dans le style des années 1920 puis le 11 juin 2013 au Festival international du film d'animation d'Annecy. Le 22 juin 2013, Disney Mobile développe la franchise Jetez-vous à l'eau ! avec Mais, où est Mickey ?, une déclinaison basée sur Mickey Mouse.
Le 11 septembre 2015, Glénat annonce de nouvelles bandes dessinées mettant en scène Mickey Mouse par Régis Loisel, Cosey, Tébo, Lewis Trondheim et Nicolas Keramidas.
Le 22 janvier 2018, Disney World stoppe les versions parlantes des Mickey Mouse lancées en 2011.
Le 9 novembre 2020, Disney sort un spot publicitaire animé de Noël, La magie d'être ensemble, où Mickey apparait tout le long, sous la forme d'une peluche.
Le 18 novembre 2020, à l'occasion du 92e anniversaire de Mickey, Walt Disney Animation Studios diffuse la série Le Monde Merveilleux de Mickey sur la plateforme Disney+ faisant suite à la série Mickey Mouse de 2013.
Le 1er janvier 2024, les premières versions du personnage, apparues dans Steamboat Willie et la version muette de Plane Crazy, entrent dans le domaine public.

## Les œuvres avec Mickey Mouse

### Filmographie
De 1928 à 1953, Mickey Mouse est apparu dans 119 films (87 d'entre eux durant les années 1930). Dès 1934, Mickey recevait plus de courrier de ses fans que n'importe quelle autre star hollywoodienne.
Il y a 30 ans d'intervalle entre Mickey à la plage, réalisé en 1953, et son retour dans Le Noël de Mickey (1983). En 1988, dans Qui veut la peau de Roger Rabbit, il fit une brève apparition aux côtés de Bob Hoskins et de la star des studios Warner, Bugs Bunny.
Voici une liste des principaux films de Mickey Mouse :
- Plane Crazy (1928) - Premier Mickey produit, première apparition de Minnie.
- Mickey gaucho (1928) - Première rencontre de Mickey et Pat Hibulaire.
- Steamboat Willie (1928) - Premier dessin animé avec son, première sortie publique et naissance officielle.
- Symphonie enchaînée (The Chain Gang, 1930) - Première apparition de Pluto
- Mickey au théâtre (Mickey's Revue, 1932) - Première apparition de Dingo.
- Le Gala des orphelins (Orphan's Benefit, 1934) - Première apparition de Donald Duck aux côtés de Mickey.
- Les Joyeux Mécaniciens (Mickey's Service Station, 1935) - Première apparition du trio Mickey/Donald/Dingo.
- La Fanfare (The Band Concert, 1935) - Premier court métrage de Mickey en couleur.
- Chien d'arrêt (The Pointer, 1939) - Première apparition de Mickey sous son apparence actuelle.
- L'Apprenti sorcier (1940, segment de Fantasia)
- L'Heure symphonique (Symphony Hour, 1942) - Dernier Mickey officiel avant 1947.
- Pluto et l'Armadillo (Pluto and the Armadillo, 1943) - Mickey fait sa dernière apparition avant 1946.
- Les Locataires de Mickey (Squatter's Rights, 1946) - Mickey fait une apparition.
- Mickey et le Haricot magique (Mickey and the Beanstalk, 1947). Deuxième partie du long-métrage Coquin de printemps.
- Rendez-vous retardé (Mickey's Delayed Date, 1947) - Premier court métrage Mickey depuis 1942.
- Mickey à la plage (The Simple Things, 1953) - Dernier court métrage de Mickey avant 1995.
- Le Noël de Mickey (Mickey's Christmas Carol, 1983) - Retour de Mickey à l'écran.
- Qui veut la peau de Roger Rabbit (1988, cameo)
- Mickey's Field Trips, série éducative comprenant trois films sortis en septembre 1987 (The Fire Station, The Hospital, The Police Station) et un en juillet 1989 The United Nations[93].
- Le Prince et le Pauvre (1990)
- Mickey perd la tête (Runaway Brain, 1995)
- Dingo et Max (1995, cameo)
- Mickey, Donald, Dingo : Les Trois Mousquetaires (2004)

### Séries télévisées
- Mickey Mania (1999—2000)

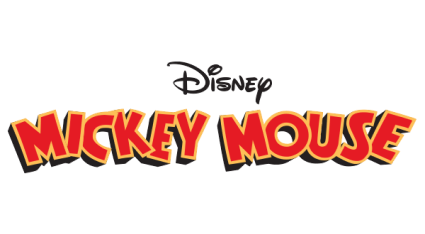
Logo de la série Mickey Mouse en 2013.

- Disney's tous en boîte (2001—2003)
- La Maison de Mickey (2006-2013)
- Mickey Mouse (2013-2019)
- Mickey et ses amis : Top Départ ! (2017-2021)
- Le Monde Merveilleux de Mickey (2020-2023)
- La Maison magique de Mickey (2021-)

Mickey est aussi présent mais de façon hors-champ dans un épisode de la série Bonkers, You Oughta Be In Toons.

### Bandes dessinées
L'histoire de Mickey Mouse en bande dessinée débute en janvier 1930 avec le lancement d'un comic strip quotidien, Mickey Mouse sous licence de King Features Syndicate, dessiné par Ub Iwerks et encrée par Win Smith. Floyd Gottfredson remplace à partir d'avril, Iwerks, qui vient de quitter le studio. Le 10 janvier 1932, Earl Duvall lance une planche dominicale d'histoire de Mickey Mouse. La semaine suivante, Gottfredson reprend en main cette édition et supervisera les deux jusqu'à sa retraite.
L'année 1932 se poursuit avec plusieurs éditions disparates telles qu'un Big Little Book consacré à Mickey Mouse publié par Whitman Publishing, un livre promotionnel de 48 pages accompagné par un film produit par United Artists et la première publication de Mickey Mouse Melodeon en novembre.
L'année 1933 est un tournant avec la publication en Italie d'un journal nommé Topolino, le nom de Mickey en italien, qui deviendra en 1949 un magazine homonyme Topolino. Aussi en janvier 1933, Kay Kamen lance le Mickey Mouse Magazine. Neuf publications mensuelles seront alors produites et distribuées dans les cinémas et grands magasins,. La publication reprend sous une seconde version en novembre 1932 avec le soutien des producteurs de lait américains qui s'en servent comme supports publicitaires jusqu'en 1935.
Le 5 juin 1934, Walt Disney Productions dépose une marque déposée Mickey Mouse pour la publication de livres, magazines et journaux. Le 15 mai 1935, une troisième version du Mickey Mouse Magazine est lancée, au prix de 10 cents mais la seconde version s'arrête en octobre tandis que la troisième passe à un rythme mensuel. Mickey Mouse Magazine s'arrête en septembre 1940, et devient Walt Disney's Comics and Stories,. En 1952, Dell Comics lance une publication consacrée à Mickey Mouse, Mickey Mouse qui sera reprise par d'autres éditeurs dont Gold Key Comics (1962-1980), Gladstone Publishing (1986–1990) et Gemstone Publishing (2003–2006).
La marque déposée Mickey Mouse est utilisée dans les bandeaux des histoires et permet des éditions internationales. Ainsi en octobre 1934, le Journal de Mickey apparaît en France. Puis en 1936, une version serbe nommée Mikijevo Carstvo est lancée (parution jusqu'en 1941) ainsi qu'une suédoise nommée Musse Pigg-tidningen. Cette dernière est publiée par Åhlén & Åkerlund et 23 publications sortiront jusqu'en 1938. Le titre allemand, Micky Maus est lancé en 1951 par Ehapa.
Depuis 1930, Mickey Mouse est apparu dans plusieurs milliers d'histoires. Le site INDUCKS recense en 2017 selon les pays et les producteurs:
- États-Unis :
  - Bandes quotidiennes : 12 411 histoires
  - Planches dominicales : 2 945 histoires
  - Comic-books américains :
    - Dell Comics / Western Publishing : 1 128 histoires
    - Disney Studio (années 1960-1980, 2000) : 1 341 histoires
    - Disney Comics : 62 histoires
    - Gladstone / Another Rainbow : 4 histoires
- Italie : Mondadori / Disney Italia : 4 011 histoires
- Danemark : Gutenberghus / Egmont : 3 550 histoires
- France : Édi-Monde / Disney Hachette Presse : 2 990 histoires
- Brésil : Abril : 388 histoires
- Pays-Bas Oberon / GP / VNU : 543 histoires
- Royaume-Uni : 716 histoires
- Allemagne : Ehapa : 116 histoires
- Productions diverses (par exemple  Argentine,  Belgique) : 128 histoires

### Jeux vidéo
Il existe plusieurs jeux vidéo basés sur, ou utilisant, le personnage de Mickey, dont deux séries importantes, Kingdom Hearts et The Magical Quest. Hormis dans la série Kingdom Hearts et dans Epic Mickey, lorsque Mickey apparaît dans un jeu vidéo, celui-ci est, en général, à destination des plus jeunes, comme Disney Party ou Walt Disney World Magical Racing Tour.
Plusieurs de ces jeux ont un air de déjà-vu avec les aventures de Mario : Disney Golf / Mario Golf, Disney Party / Mario Party (que ce soit sur GameCube ou sur Game Boy Advance), Walt Disney World Magical Racing Tour / Mario Kart ainsi que The Magical Quest / Super Mario Bros..
| Titre                                                     | Année de sortie | Plate-forme                                                                                                   | Éditeur                       |
| --------------------------------------------------------- | --------------- | --- | ----------------------------- |
| Sorcerer's Apprentice                                     | 1983            | Atari 2600 | Atari                         |
| Mickey's Space Adventure                                  | 1986            | Apple II, Commodore 64, DOS, TRS-80 CoCo                                                                      | Sierra On-Line, Inc.          |
| Mickey Mousecapade                                        | 1987            | NES | Capcom U.S.A., Inc.           |
| Mickey Mouse: The Computer Game                           | 1988            | Amiga, Amstrad CPC, Atari ST, Commodore 64, ZX Spectrum                                                       | Gremlin Graphics Software     |
| Mickey Mouse (uniquement au Japon)                        | 1989            | Game Boy | Kotobuki System Co., Ltd.     |
| Castle of Illusion, starring Mickey Mouse                 | 1990            | Game Gear, Mega Drive, Master System                                                                          | Sega Enterprises              |
| Mickey Mouse                                              | 1991            | Game Boy | Kemco                         |
| Mickey's Dangerous Chase                                  | 1991            | Game Boy | Capcom                        |
| Mickey's Crossword Puzzle Maker                           | 1991            | Apple II, DOS                                                                                                 | Walt Disney Computer Software |
| Fantasia                                                  | 1991            | Mega Drive | Sega of America               |
| World of Illusion, starring Mickey Mouse and Donald Duck  | 1992            | Mega Drive | Sega of America               |
| The Magical Quest, starring Mickey Mouse                  | 1992            | Super Nintendo                                                                                                | Capcom                        |
| Land of Illusion, starring Mickey Mouse                   | 1992            | Game Gear, Master System                                                                                      | Sega Enterprises              |
| Mickey's Memory Challenge                                 | 1993            | Commodore 64, DOS                                                                                             | Infogrames                    |
| Legend of Illusion, starring Mickey Mouse                 | 1994            | Game Gear, Master System                                                                                      | Sega                          |
| Mickey's Adventures in Numberland                         | 1994            | Nintendo Entertainement System                                                                                | Beam Software Pty             |
| Mickey Mania                                              | 1994            | Mega Drive, PlayStation, Mega CD, Super Nintendo                                                              | Sony Computer Entertainment   |
| The Great Circus Mystery starring Mickey and Minnie Mouse | 1994            | Game Boy Advance, Mega Drive, Super Nintendo                                                                  | Capcom                        |
| Mickey's Ultimate Challenge                               | 1994            | Super Nintendo, Game Boy, Mega Drive, Master System, Game Gear                                                | Nintendo                      |
| Disney's Magical Quest 3 starring Mickey and Donald       | 1995            | Game Boy Advance, Super Nintendo                                                                              | Capcom                        |
| Mickey's Wild Adventure                                   | 1996            | portage de Mickey Mania (1994) sur PlayStation                                                                | Disney Interactive            |
| Mickey's Racing Adventure                                 | 1999            | Game Boy Color                                                                                                | Nintendo                      |
| Mickey's Speedway USA                                     | 2000            | Nintendo 64                                                                                                   | Nintendo                      |
| Mickey's Speedway USA                                     | 2001            | Game Boy Color                                                                                                | Nintendo                      |
| Disney's Mickey Saves the Day: 3D Adventure               | 2001            | Microsoft Windows                                                                                             | Disney Interactive            |
| Disney's Magical Mirror starring Mickey Mouse             | 2002            | GameCube | Nintendo                      |
| The Magical Quest, starring Mickey & Minnie *             | 2002            | Game Boy Advance                                                                                              | Nintendo                      |
| Disney's Party                                            | 2002            | GameCube, Game Boy Advance                                                                                    | Electronic Arts               |
| Kingdom Hearts                                            | 2002            | PlayStation 2                                                                                                 | Squaresoft                    |
| Kingdom Hearts: Chain of Memories                         | 2004            | Game Boy Advance                                                                                              | Square Enix                   |
| Kingdom Hearts 2                                          | 2006            | PlayStation 2                                                                                                 | Square Enix                   |
| Epic Mickey                                               | 2010            | Wii | Disney Interactive Studios    |
| Kingdom Hearts: Birth by Sleep                            | 2010            | PlayStation Portable                                                                                          | Square Enix                   |
| Kingdom Hearts 3D: Dream Drop Distance                    | 2012            | Nintendo 3DS                                                                                                  | Square Enix                   |
| Epic Mickey 2 : Le Retour des héros                       | 2012            | Wii, XBOX 360, PS3, PC                                                                                        | Disney Interactive Studios    |
| Castle of Illusion                                        | 2013            | remake du jeu original, sur Xbox 360, PS3, PC                                                                 | Sega                          |
| Disney Infinity                                           | 2013            | PlayStation 3, Xbox 360, Wii U, Wii, Nintendo 3DS, Android, iOS, PC, Steam, Windows 8                         | Disney Interactive Studios    |
| Disney Infinity 2.0                                       | 2014            | PlayStation 4, Xbox One, PlayStation 3, Xbox 360, Wii U, PlayStation Vita, Android, iOS, PC, Steam, Windows 8 | Disney Interactive Studios    |
| Disney Infinity 3.0                                       | 2015            | PlayStation 4, Xbox One, PlayStation 3, Xbox 360, Wii U, Android, iOS, PC, Steam, Windows 8                   | Disney Interactive Studios    |
| Disney Magical World 2                                    | 2015            | Nintendo 3DS                                                                                                  | Bandai Namco Games            |
| Kingdom Hearts Birth By sleep 0.2                         | 2017            | Playstation 4                                                                                                 |                               |
| Kingdom Hearts 3                                          | 2019            | PlayStation 4                                                                                                 | Square Enix                   |
| Disney Speedstorm                                         | 2023            | PC, PlayStation 4, PlayStation 5, Xbox One, Xbox Series, Nintendo Switch                                      | Gameloft                      |

*The Magical Quest est une réédition sur GBA de The Magical Quest datée de 1992, sortie sur SNES 

### Produits dérivés

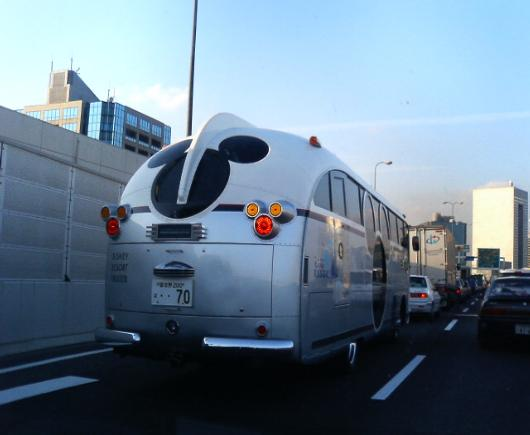
Une utilisation originale de Mickey dans les bus du Tokyo Disney Resort.

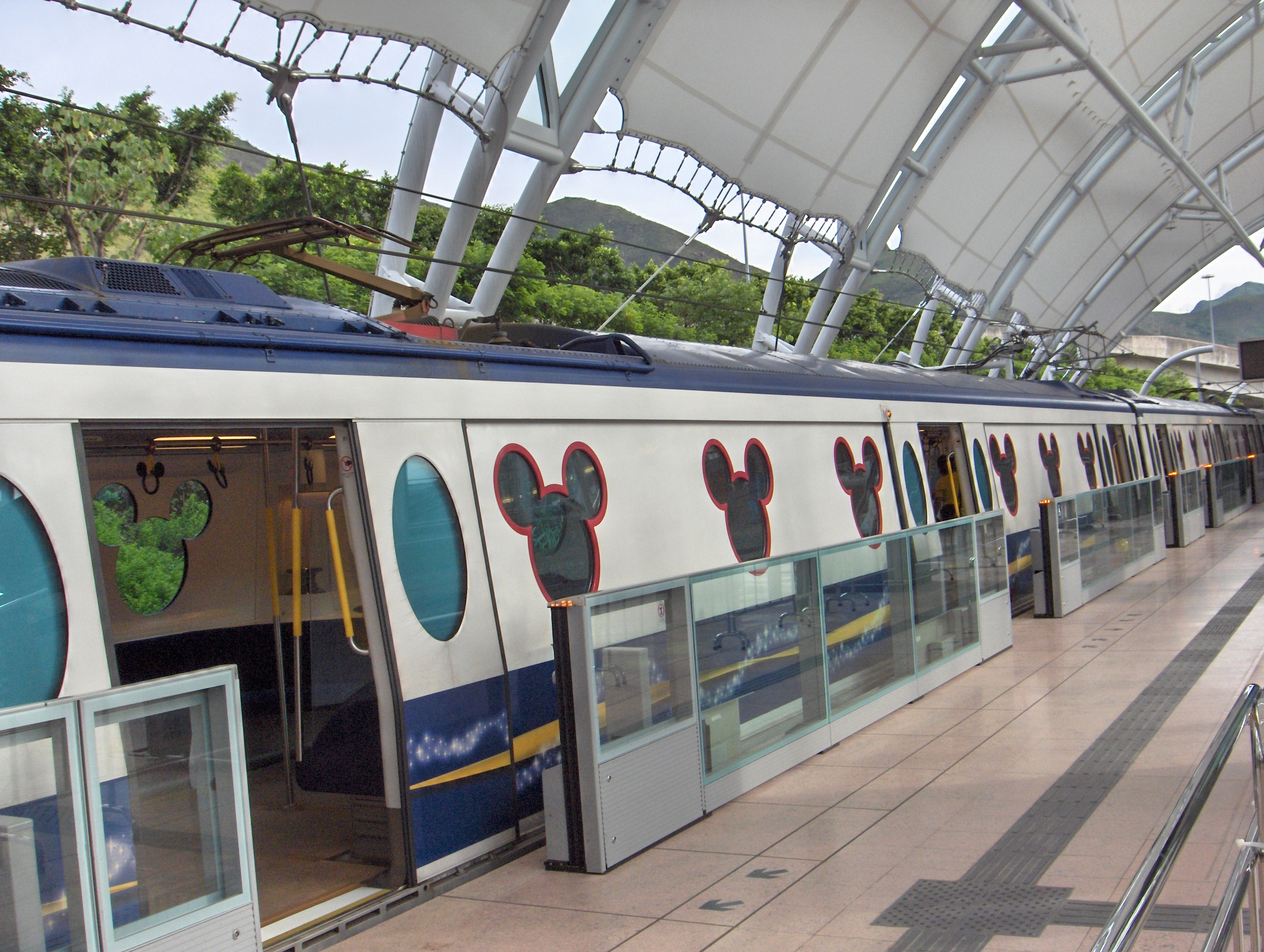
Autre utilisation originale de Mickey dans le métro desservant Hong Kong Disneyland Resort.

Mickey Mouse est, depuis les débuts de la Walt Disney Company, l'objet d'une multitude de produits dérivés ; il a une poupée à son image dès 1930. Grâce à la vente de produits dérivés d'abord par l'intermédiaire d'un unique agent Kay Kamen, puis par ses propres services (Disney Consumer Products) la société Disney engrange des bénéfices importants qui lui permettent d'augmenter continuellement la qualité de ses productions.
Mickey est devenu le symbole de la société, faisant partie des quelques marques mondialement connues, aux côtés de Coca-Cola, et des puissants conglomérats contrôlant presque la totalité des médias.
Mickey Mouse est proposé comme effigie d'une large gamme de produits de la Disney Consumer Products classables dans les différentes entités de cette société. Le personnage est apposé sur des vêtements, des objets de la vie quotidienne (linge de chambre, linge et accessoires de cuisine…), des décorations, des articles de papeteries, des appareils électriques ou électroniques (dont des ordinateurs) ou simplement des jouets.
On peut toutefois distinguer dans cette liste à la Prévert quelques articles :
- les montres Mickey, en 1932, aidant la société Ingersoll-Waterbury à sortir de la banqueroute[99] ;
- les trains miniatures Lionel en 1934, eux aussi sauvés de la faillite[100] ;
- l'apparition de Mickey Mouse sur les boîtes de céréales Post Toasties de General Foods, en 1934. Mickey est le premier personnage à apparaître sur une boîte de céréales. General Food paie 1,5 million d'USD pour un an d'utilisation[94] ;
- Pal Mickey, une peluche interactive produite par Walt Disney Parks and Resorts ;
- la collection Mickey Mouse d'objets d'intérieurs lancée en 2004 avec le graphisme des années 1940 à 2000 ;
- la collection Vault 28 d'objets d'intérieurs lancée en 2005 avec le graphisme des années 1920 à 1940 ;
- les Mickey's Kitchen, deux restaurants rapides ouverts durant l'année 1990, chacun mitoyen d'un Disney Store, l'un à Montclair (Californie) et l'autre à Schaumburg (Illinois), rapidement fermé[101] ;
- le baladeur numérique Mix Stick lancé en 2005[102] ;
- l'ordinateur en forme de Mickey de Disney Electronics lancé en 2002 ;
- des pièces de monnaie en euros à son effigie pour fêter ses 90 ans en 2018[103].

## Analyse du personnage et de la série

### Un symbole des débuts du cinéma
Son apparition juste avant les années 1930 coïncide avec une multitude de développements techniques dans le cinéma et l'animation. Mickey commence timidement sa carrière, en noir et blanc et sans son, au début de 1928. Avant la fin de l'année il « parle ». La technique des films parlants débute et le public en devient très friand. En quelques mois, plusieurs centaines de cinémas à travers les États-Unis investissent dans des équipements sonores qu'il faut rentabiliser. En mars 1929, Walt Disney réalise son quatrième Mickey Mouse ce qui lui permet d'avoir 4 films parlants à son catalogue alors que de nombreux concurrents hésitent encore à utiliser cette nouveauté. Pat Powers, l'agent de Disney grâce au bon accueil du public propose les films à de nombreux cinémas. En moins d'un an, Mickey devient un personnage connu de tous les États-Unis mais aussi à l'international. Pour le psychologue Lawrence Gould, « les courts métrages de Donald et Mickey contiennent un désir collectif d'échapper à la pression de la vie moderne et de revenir à l'enfance ».
Des personnages comme Félix le chat sont alors éclipsés par cette souris parlante. Comme le précise Nicole Bungener dans son résumé sur l'Art du dessin animé inspiré par la biographie de Bob Thomas dans Le monde enchanté de Walt Disney - L'univers Inconnu, C'est surtout le fait que Mickey avait un caractère qui l'a départagé de ses concurrents, le son fut néanmoins d'une grande aide pour l'identification du caractère. On peut nuancer un peu cette déclaration car Félix venait juste d'arrêter sa production en août 1928, les films alors en productions sortant encore jusqu'en 1931. Graham Greene le décrit comme un mélange d'un Fred Astaire rongeur et du personnage Charlot de Charlie Chaplin. Mickey fait aussi référence aux stéréotypes des minstrel, en chantant, dansant et souriant constamment, tout comme les noirs dans les spectacles de minstrel.
Frank Capra, dans son autobiographie The Name Above the Title évoque sa première rencontre avec Mickey Mouse et écrit simplement que les images et le son étaient superbement synchronisés et que c'était nouveau et entrainant. Neil Sinyard précise que Capra était alors un réalisateur reconnu et que l'impact sur le public était sûrement plus important. Il ajoute que les années 1930 ont vu le niveau des standards de l'animation grimper considérablement tandis que Disney a établi et consolidé sa prééminence dans le domaine de l'animation.

### Évolution graphique
Le personnage de Mickey Mouse a évolué depuis sa création en 1928. Il est possible de définir plusieurs périodes, de durées inégales. La première est la période de création et de définition du personnage sous la main d'Ub Iwerks. Durant cette période le trait n'est pas encore définitif. La souris, juste reconnaissable à sa queue, à son museau et à ses oreilles, s'éloigne un peu des standards de souris de l'époque tout en leur empruntant de très nombreux traits. Il est souvent indiqué que Mickey descend d'Oswald en raison de leur père-concepteur graphique identique. Toutefois Mickey est plus proche de Julius, un clone de Félix le Chat présent dans les Alice Comedies tandis qu'Oswald s'inspire lui des souris vivant dans ce même monde d'Alice.
- Oswald possède des oreilles longues et pendantes, un visage allongé (pointu comme les souris), des pattes longues en trois segments dont les pieds plats et allongés, cinq doigts. Ces éléments se retrouvent sur les souris dessinées par Hugh Harman[111]. Le ventre d'Oswald est légèrement « bedonnant » en raison d'un tronc légèrement plus long que celui de Félix-Julius ou de Mickey. Donald Crafton qualifie Oswald d'être « essentiellement Félix le chat avec des oreilles pendantes »[112],[113].
- Mickey lui se rapproche plus de Félix-Julius avec un ventre parfaitement rond, une tête ronde, les deux de tailles équivalentes[NB 12],[114], des yeux ovales se détachant sur un visage noir, des bras et des jambes souples en « tuyau de caoutchouc »[115] et des pieds arrondis. Il n'a que quatre doigts pour des raisons artistiques (selon Walt Disney, une main à cinq doigts pour une souris ressemblerait à un régime de bananes au bout du bras) et financières (gain de temps faisant économiser des millions pour réaliser un film d'animation de 6 min 30 constitué de 45 000 dessins)[116]. Franklin Thomas et Ollie Johnston décrivent « Mickey Mouse à ses débuts comme un Oswald avec des oreilles rondes, un nez en forme de bulbe et une longue queue fine »[112],[117]. Mickey n'est pas dans le plus simple appareil (une fourrure) comme Félix et porte des chaussures, une culotte à deux boutons (blanche avec boutons noirs puis à l'utilisation de la couleur, rouge avec boutons jaunes à partir de 1935) et à partir de mars 1929, d'une paire de gants (cf. Une évolution graphique : la première paire de gants). La forme arrondie et douce de ces personnages attendrit le public qui, d'après Steff, est poussé à prendre le héros dans ses bras[115].

Thierry Steff indique que des dessins de Hugh Harman et d'Ham Hamilton préfigurent déjà Mickey dans le film Tall Timber (sorti en juillet 1928) mais ils ont des griffes car ce sont des ours et non des souris. Toutefois les oreilles rondes dans les vues de trois-quart-face et le sourire font étrangement penser à Mickey.
Les films Plane Crazy et Mickey gaucho montrent un Mickey moins arrondi, principalement au niveau du visage que dans le film réalisé ensuite Steamboat Willie. Ub IWerks se fait la main sur son nouveau personnage qui évolue donc pour atteindre une certaine constance à partir du printemps 1929. Jusqu'en 1930, le style évolue peu tandis que le caractère évolue (Cf. Le caractère du personnage).
Le départ d'Iwerks au printemps 1930 force les studios à trouver un remplaçant. C'est David Hand pour les dessins animés et Floyd Gottfredson pour les bandes dessinées. C'est ce dernier qui établit un nouveau style graphique pour Mickey mais aussi son environnement. De plus comme Gottfredson réalise et supervise les histoires de Mickey jusqu'en 1975, l'aspect de Mickey garde une constance qui nous paraît familière.
Un nouvel élément apparaît quand même fin 1938, Mickey est alors dessiné avec des pupilles noires sur fond blanc dans les bandes dessinées afin d'élargir sa gamme d'expressions. Dans l'animation, ce changement apparaît un peu plus tard dans Chien d'arrêt (1939) et de plus Mickey prend de l'embonpoint afin d'être plus en relief. L'animateur Fred Moore donne entre autres à Mickey des yeux comprenant des pupilles noires sur un fond blanc.
En 1941, dans Le Tourbillon, Mickey subit des évolutions mineures mais qui ne dureront que le temps de la Seconde Guerre mondiale : ses oreilles bougent dorénavant en perspective formant donc parfois des ovales et son corps devient plus fin mais sa tête, ses mains et ses pieds deviennent plus gros. Les autres évolutions concernent surtout le monde autour de Mickey, que ce soit sa garde-robe qui s'enrichit ou ses nouveaux amis. Ainsi il adopte un pantalon en 1943 grâce à Bill Walsh.
Toutefois le naturaliste Stephen Jay Gould dans un essai publié en mai 1979 et relaté par John Grant, note une évolution graphique de Mickey selon une optique anthropologique. Les transformations de Mickey à travers le temps ont eu un effet général de le rendre plus jeune. En même temps que le visage de Mickey se faisait moins espiègle et « plus juvénile. La taille de son crâne a augmenté, ainsi que la taille de sa tête par rapport au reste du corps… ses jambes se sont raccourcies mais épaissies, ses yeux se sont relativement beaucoup agrandis. Tous ces développements sont des signes d'augmentation de la jeunesse ».
John Hench réalise des portraits de Mickey à l'aspect plus sophistiqué — voire plus « homme moderne » — pour ses anniversaires à la suite d'un concours lancé en interne par Walt Disney en 1953 pour le 25e anniversaire de la souris. Il réalisa ces portraits en essayant de rappeler non pas Mickey mais l'esprit de son créateur, le père de la personnalité de Mickey, Walt Disney.
À partir de 1983, Mickey change graphiquement mais simplement car il apparaît sur un nouveau support, le jeu vidéo. Il reste en 2D mais à l'orée du XXIe siècle, la 3D fait que Mickey doit pouvoir être vue de tous les côtés et apparaître épais. La société Disney va même plus loin en 2006, où Mickey s'est vu transformé en un personnage numérique en trois dimensions dans la série La Maison de Mickey.
Une des constantes du dessin de Mickey est que, quelle que soit la position de sa tête, ses oreilles furent toujours rondes ; aujourd'hui, avec le passage à la 3D, il y a hésitation sur le comportement des oreilles, tantôt toujours du côté du spectateur (comme dans la série La Maison de Mickey, tantôt entièrement modélisées en 3 dimensions et avec une épaisseur (comme dans Kingdom Hearts 2). La simplicité de ses oreilles est due, comme pour sa queue, au fait d'être réalisé d'un simple trait de crayon, par un souci d'économie de temps. La silhouette distinctive est tellement reprise qu'elle est devenue un symbole universellement reconnu, plagié et détourné de la société Disney.
On peut toutefois noter l'apparition depuis l'été 2006, d'une gamme de produits nommée Disney Cuties présentant Mickey Mouse sous un aspect cute (kawaii), style graphique inspiré par le manga et plus particulièrement les personnages d'Hello Kitty et Pucca.

### Mickey est aussi une voix
Une part importante de la personnalité de Mickey à l'écran est due à sa timide voix de fausset. Les premiers courts métrages ne comprenaient pas de paroles pour Mickey mais il était doublé par Walt Disney en personne. Walt en tirait une certaine fierté. Il fut parfois aidé par Carl W. Stalling et Clarence Nash pour certains doublages difficiles mais ces derniers ne sont pas crédités. En 1946, Walt devient trop débordé par la gestion de sa société pour assurer l'enregistrement régulier de la voix de Mickey,. De plus, il semble que son habitude de fumer la cigarette ait altéré sa voix (Leonard Mosley parle même de toux chroniques et de sifflements presque permanents),.
Il nomme alors Jim MacDonald, un ancien musicien et acteur travaillant depuis longtemps pour le studio. Walt et Jim sont audibles dans la bande originale du film Coquin de printemps. Walt Disney et Jim MacDonald se partagent le travail dans ce film, MacDonald réalisant la voix de fausset que Disney ne parvient plus à atteindre. MacDonald réalise les doublages pour les courts métrages et pour plusieurs projets télévisés et publicitaires jusqu'à sa retraite en 1983. Toutefois on peut noter la participation exceptionnelle de Walt pour les introductions du Mickey Mouse Club de 1954 à 1959 et l'épisode de la série Disneyland du 11 septembre 1958. Par la suite, Peter Renaday et parfois Stan Freberg donnent aussi leur voix à Mickey.
En 1983, Wayne Allwine prend en charge la voix de Mickey à l'occasion du film Le Noël de Mickey. Pour l'anecdote, Allwine est marié à Russi Taylor, voix de Minnie Mouse. On peut noter une exception dans le travail d'Allwine en 1987, Les Perkins doubla Mickey pour l'émission spéciale Down and Out with Donald Duck. Avec le décès en mai 2009 d'Allwine, la société Disney a dû chercher une nouvelle voix pour sa mascotte. Bret Iwan, ancien dessinateur de carte postale pour Hallmark Cards a été choisi en mai 2009 et ses premiers rôles ont été pour des jouets Mickey, des publicités pour Disney Cruise Line et le spectacle Disney on Ice: Celebrations!. Son premier rôle important en tant que Mickey Mouse fut dans Kingdom Hearts: Birth by Sleep en 2010.
En France, Jacques Bodoin doubla Mickey dans Coquin de printemps (1947) (premier doublage) mais Roger Carel devint la première voix française régulière du personnage en 1973 avec l'arrêt des sous-titrages. D'autres acteurs lui succèdent tels que Marc François, Vincent Violette, Jean-Paul Audrain, Jean-François Kopf (remplacé au chant par Georges Costa) puis à partir de 1999 Laurent Pasquier. Au Québec, Daniel Lesourd est devenu la première voix québécoise de Mickey Mouse de 1986 à 1998, tandis que Daniel Picard lui prête sa voix depuis Fantasia 2000.

### Le caractère du personnage
Au départ, Mickey est un personnage espiègle et rusé et même un peu « magicien ». Il pouvait ainsi transformer une chèvre en gramophone (dans Steamboat Willie) ou un basset en élastique pour lancer son avion (dans Plane Crazy). Il faut rappeler que Walt Disney a alors 26 ans. Il possède aussi un optimisme inextinguible et une persévérance sans faille. Le personnage ne commence à parler qu'au bout d'une année d'existence. Ces balbutiements du début deviennent des propos d'abord simples puis plus compréhensibles mais en gardant un rire (un gloussement) devenu célèbre.
Durant la période de dépression économique, que subissent les États-Unis dans les années 1930, ces traits de caractère permettent au public de rire. Mickey et ses amis offrent la possibilité aux Américains de se détendre avec leurs facéties juste avant la diffusion des informations cinématographiques ou des longs métrages. Mickey est alors la synthèse, « l'épitomé », du caractère rural général de Walt Disney.
La célébrité de Mickey a très rapidement grandi et dès le 16 février 1931, le Time Magazine lui consacre un important article. Le journaliste termine son article avec ces mots :

« Grand amant, étudiant, soldat, marin, chanteur, toréador, magnat, jockey, boxeur, pilote de course, aviateur, fermier. Mickey Mouse vit dans un monde dans lequel l'espace, le temps et les lois de la physique sont nuls. Il peut se mettre dans la gueule d’un buffle, retirer ses dents et les utiliser comme castagnettes. Il peut diriger une fanfare ou jouer des solos de violons; son ingéniosité est sans limite ; il ne perd jamais,,. »

— Time Magazine, Regulated Rodent
Rapidement les films de Mickey Mouse sont annoncés par les salles de cinéma comme les longs métrages parfois même comme plus importants.
Après la crise, avec l'âge et la popularité, le personnage de Mickey est devenu un symbole national américain. Les scénarios de Walt Disney se doivent alors de faire en sorte que Mickey se comporte correctement en toutes circonstances. Mickey devient avec une succession de rôles de plus en plus humain mais de moins en moins farceur et espiègle afin que les situations comiques ne froissent personne. Ces nombreux rôles offrent au public la possibilité de s'identifier au héros. Mais ils permettent aussi à Disney de s'affranchir du caractère du héros gardien d'une certaine morale. Il est devenu rapidement l'ambassadeur des points de vue, principalement la morale, prônés par Walt Disney puis toute l'entreprise Disney. Mais cela figea son caractère. La personnalité de Mickey s'assagit à la faveur du public, ces rôles comiques sont alors transférés à ces adjuvants,.

### La famille de Mickey
Mickey à la différence de plusieurs personnages de Disney possède une grande famille mais rarement proche. Il a en majorité une ribambelle d'oncles, de tantes et de cousins mais on ne sait pas à quel degré. Les membres proches sont créés dans les années 1930 : ses deux neveux Jojo et Michou en 1932 et une nièce Maisy (seule apparition) en 1934.
Robert Teinman recense une vingtaine de parents plus ou moins éloignés mais aucun proche.

### Mickey, une icône américaine et mondiale

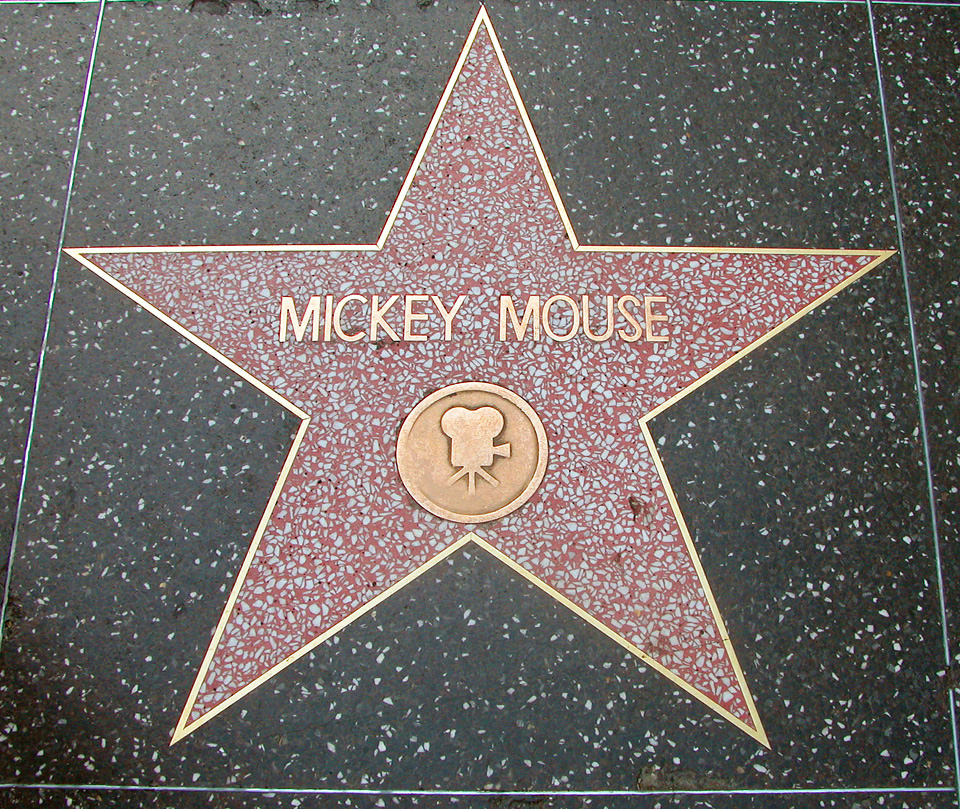
Son étoile sur l'Hollywood Walk of Fame, à Los Angeles.

Entre son apparition sur les écrans de cinéma à la fin des années 1920, et le milieu des années 1930, Mickey est devenu un symbole pour les Américains. Mickey les a divertis durant la dépression, puis à la télévision, dans les parcs d'attractions, dans les livres, et les journaux. Toutefois, les valeurs humanistes, la morale, l'optimisme et la joie insufflés par les animateurs ont touché des générations de spectateurs de par le monde.
L'importance prise par Mickey Mouse est due à plusieurs facteurs importants apparus dans les cinq premières années d'existence de la souris. Comme nous l'avons vu, Mickey est le premier personnage de dessins animés doté d'un caractère et « parlant » du cinéma. Il présente au public un optimisme débordant alors que les États-Unis sont en pleine dépression. Son succès est aussi lié à l'apparition des Mickey Mouse Club. Ce sont au début des événements commerciaux lancés par des directeurs de cinéma, le premier est créé le 11 janvier 1930 à Los Angeles et a lieu au Fox Dome Theater,. Ces événements consistent en sessions de diffusions d'épisodes de Mickey destinés aux enfants et servent un peu de lieu de garde d'enfants. Les enfants reçoivent une carte de membres qui leur permet d'avoir des réductions, des cadeaux et autres avantages. Le club est rapidement très populaire, Robert Heide et John Gilman indiquent que le club compte plus d'un million de membres dès 1932, soit la somme des Boy Scouts et des Girls Scouts américains,. De plus, comme nous l'avons vu, le personnage possède un graphisme attachant et des éléments d'identification rapide. Durant la période de dépression tous ces éléments font que le public s'attache à Mickey et qu'il le voit comme un être humain et un exemple à suivre.
Le Mickey Mouse Club permet aussi à de nombreux industriels de toucher le jeune public. Ainsi de nombreux articles représentant la souris sont produits, distribués et vendus aux enfants et aux parents : jouets, masques, livres (Cf. Produits dérivés). Le manque d'organisation initial est rapidement compensé par Kay Kamen qui gère des milliers de licences pour Disney. Une vague Mickey submerge l'Amérique. Ainsi, en 1933, Mickey reçoit à lui seul plus de 800 000 lettres de fans.
Dès les années 1930, il incarne une réussite du rêve américain pour son créateur. Walt, plusieurs fois au bord de la faillite, et même en dépression en 1931, arrive à faire fortune et à retomber sur ses pieds à chaque fois grâce à son audace et à une constante innovation. Ce trait de caractère est aussi attribué à Mickey et renforce la notion d'alter ego souvent énoncée pour définir la relation entre la souris et Walt. Et comme il le dira très souvent « tout a commencé avec une souris ». Ce qui n'est pas vrai, mais si poétique. À ce titre, il est un symbole de l'américanisme.
Mickey Mouse a été référencé dès 1934 dans l'Encyclopædia Britannica et en 1935, la Société des Nations remet à Walt Disney une médaille spéciale représentant Mickey en reconnaissance du fait que cette souris est « un symbole universel de bonne volonté ». Ces distinctions semblent un peu exagérées pour un personnage âgé de moins de 10 ans, et surtout celle décernée par la critiquée SDN. Mais elles confirment que très rapidement Mickey Mouse est devenu un symbole. Pour Steven Watts, Le Brave Petit Tailleur (1938) montre le plus clairement le statut d'icône populaire de Mickey, qui endosse ici un rôle sur mesure de tueur de géant.
John Grant recense, dans son Encyclopédie des personnages d'animation de Disney, des citations ou des faits de célébrités faits dans les premières années de Mickey Mouse. On peut relever :
- Mary Pickford aurait dit que « Mickey est son acteur favori parmi tous… dont même son mari de l'époque Douglas Fairbanks »[136] ;
- le roi George VI aurait décoré l'une des nurseries du palais de Buckingham avec du papier peint Mickey[136] ;
- le sculpteur Ernest Trova (en) : « Pour la puissance pure du graphisme, Mickey Mouse rivalise seulement avec le logo de Coca-Cola et la Svastika»[136] ;
- Sergueï Eisenstein décrit Mickey comme « la plus originale contribution de l'Amérique à la culture. »[136].

Devenu une véritable « star américaine », Mickey change peu à peu de forme et de look vestimentaire, pour devenir un symbole de la puissance économique et du rayonnement culturel des États-Unis. Parallèlement, Mickey est exporté dans toute l’Europe. Il apparaît en France, en bandes quotidiennes dès 1930 dans Le Petit Parisien, puis dans les premiers albums en 1931 et le 21 octobre 1934, dans le premier numéro de l’hebdomadaire Le Journal de Mickey qui accueille également d’autres personnages du monde de Disney, tels Donald et l’oncle Picsou.
Il est à noter qu'il n'a pas le même nom partout en Europe, ainsi il s'appelle :
- Miki (Hiir) en Estonie
- Mikki (Hiiri) en Finlande
- Topolino en Italie
- Micky aux Pays-Bas.

Actuellement, pour beaucoup de gens, Mickey est omniprésent. Il éduque les enfants, les habille, les éclaire la nuit, les divertit, et ainsi de suite. Lorsqu'ils ont grandi, les enfants peuvent le voir à la télévision, lire ses histoires, manger et vivre avec des objets portant son effigie. Mickey n'a pas encore envahi tous les lieux de la planète ni tous les moments. Mais, pour ceux qui le souhaitent, même le mariage peut se dérouler sous sa bénédiction aux États-Unis, au Japon et en Chine grâce au Disney's Fairy Tale Weddings.

### Le symbole de la Walt Disney Company

Logo de la Walt Disney Company avec Mickey.

Mickey est devenu le symbole de la Walt Disney Company comme peuvent l'attester le logo ci-contre et de nombreux logos de filiales (Cf Catégorie : Logo Disney). Cette position de symbole est devenue pour Mickey Mouse et les auteurs qui s'y attèlent un carcan dans lequel il n'est plus réellement possible d'innover. Alors que le personnage était encore peu connu, Walt Disney a cherché à distribuer la série mais un commercial lui a répondu qu'il n'avait pas de marque assez reconnue et qu'il ne pouvait pas lui payer la somme désirée. Le commercial lui fit une explication avec la marque de bonbons alors en vogue Life Savers et que le nom de Disney n'était pas assez connu. Une conséquence de cette histoire est que Walt Disney a mis en gros le nom de Mickey Mouse puis des autres séries tout en n'oubliant pas la mention Walt Disney Presents ou Walt Disney's, son nom devenant ainsi une marque.
La société Disney utilise son personnage comme une personnalité réelle. Ainsi Mickey préside les cérémonies d'ouverture des parcs. En France et en Chine, des entorses aux habitudes américaines ont toutefois été accordées à la demande des gouvernements respectifs : Mickey n'a pas coupé le cordon, ni paraphé le contrat.
Mickey se doit, pour ne pas ternir l'image de l'entreprise, d'avoir une morale irréprochable.
Toutefois, Disney utilise le personnage de maintes manières. Ainsi, il existe un ballon en forme de tête de Mickey nommé Ear Force One, lancé en 1987.

### Considérations légales, une œuvre très protégée

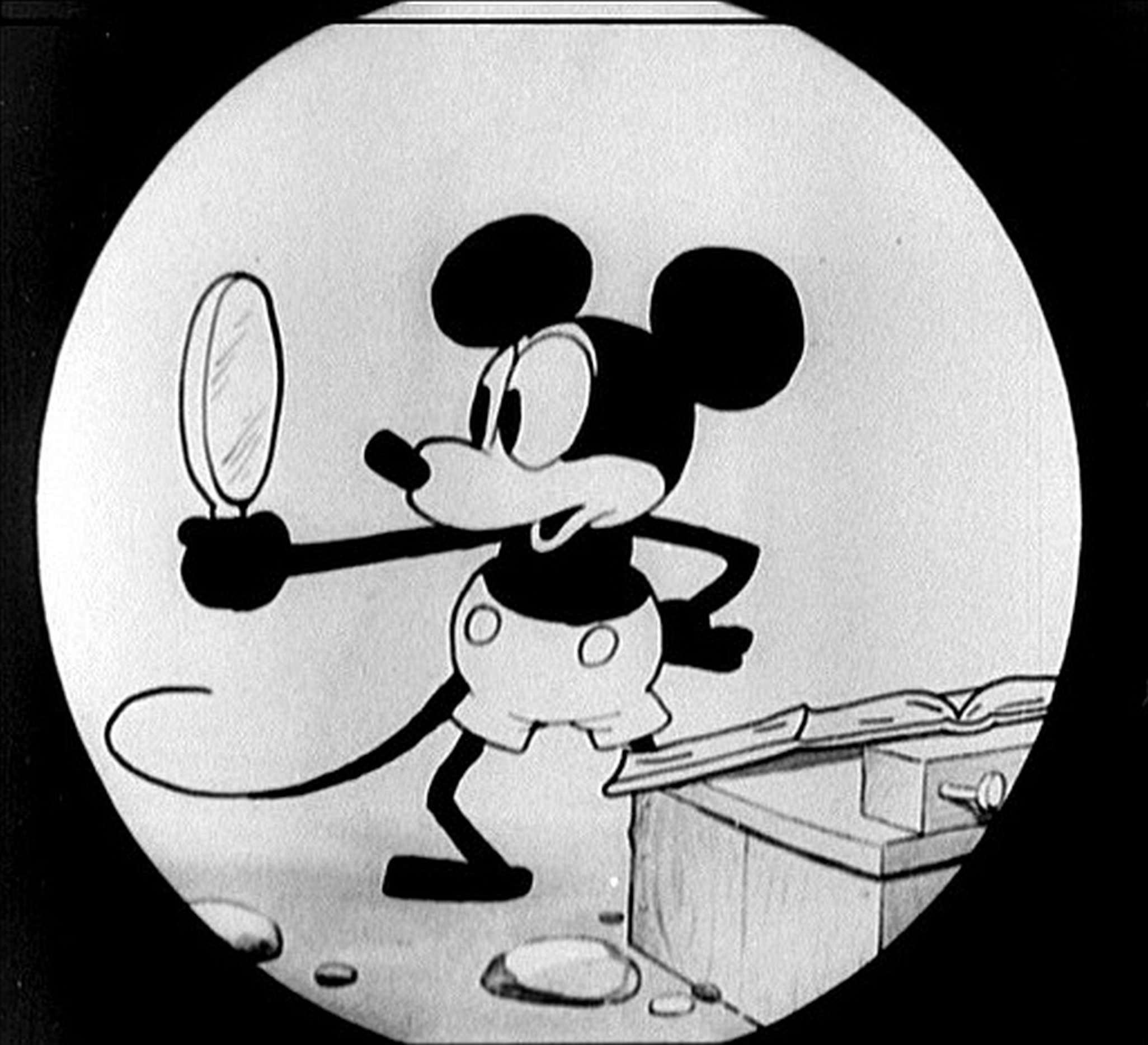
Les premiers designs de Mickey Mouse (ici celui de Plane Crazy, où il fait sa première apparition), créés en 1928, sont dans le domaine public.

Aux États-Unis, une loi a été promulguée en 1998 afin d'étendre les droits d'auteurs de 75 à 95 ans après leur création. Cette loi est surnommée « Loi de Protection de Mickey Mouse » en raison du fort lobbying de la Walt Disney Company et la coïncidence de l'arrivée à échéance des droits d'auteurs sur Mickey Mouse en 2003.
Le personnage de Mickey Mouse est protégé par les droits d'auteurs, et est aussi une marque déposée, comme de nombreux personnages de Disney, dont les droits se perpétuent tant que la marque est utilisée commercialement par son propriétaire. L'utilisation du nom du personnage ou de sa silhouette sans l'accord de l'entreprise reste illégale dans les pays où la marque est déposée et protégée.
La Walt Disney Company exerce une forte protection juridique de ses marques déposées et spécialement la marque « Mickey Mouse ». Plusieurs faits ont été relatés par la presse. Par exemple, en 1989, Disney attaqua en justice trois centres de soins pédiatriques d'Hallandale en Floride pour l'utilisation illégale de personnages Disney peints sur les murs. Après le jugement, les personnages ont été retirés et ont été remplacés « gracieusement » par des personnages d'Universal Pictures.

## Mickey, réutilisé dans de nombreux domaines
Mickey est utilisé en dehors de l'univers Disney pour différents usages, parfois inimaginables au premier abord.

### En peinture
Le personnage de Mickey a été récupéré par les artistes du pop art, et de la nouvelle figuration comme Bernard Rancillac en 1965. En 1978, Robert Combas reprend cette figure du dessin animé, de même que Peter Saul pour l'exposition « Mickey dans tous ses états » en 2006 à Paris.
L'artiste américain Roy Lichtenstein a réalisé une huile sur toile en 1961 intitulée Look Mickey! (en français, Regarde, Mickey !) inspiré des bandes dessinées mettant en scène Mickey et Donald Duck.
Andy Warhol a consacré plusieurs de ses œuvres à Mickey Mouse, la plupart réalisées en 1981 tel que :
- The Art of Mickey Mouse un Mickey noir et blanc, avec seulement la langue de couleur rouge, de profil sur un fond noir ;
- Mickey Mouse (Myth Series) (1981, vendu près de 2 millions de USD en 2004[153]) ;
- Double Mickey Mouse un double portrait en pied de Mickey ;
- Mickey Mouse un quadruple portrait sur fond mauve-jaune-orange-bleu (1981, vendu plus de 100 000 $ en 2002[154]).

### En musique
Le style musical des dessins animés de Mickey Mouse est particulier, dans le sens où chaque événement du film est souligné par la bande sonore. En hommage et de manière péjorative, les films abusant de ce système sont classés dans la tendance du mickeymousing,.
Mickey Mouse a aussi donné son nom à une émission de télévision produite par Disney, « The Mickey Mouse Club » dans laquelle a débuté toute une génération de jeunes chanteurs et chanteuses tels que Justin Timberlake, Britney Spears ou Christina Aguilera. Une référence à cette émission apparaît à la fin du film Full Metal Jacket (1987), lorsque les soldats se mettent à chanter le générique en chœur sur le champ de bataille, pendant la guerre du Viêt Nam.
On peut aussi retrouver la tête de Mickey Mouse sur l'album Powerslave du groupe Iron Maiden.

### En paléontologie
Dans son ouvrage Le Pouce du panda, le paléontologue Stephen Jay Gould a écrit un chapitre intitulé Hommage biologique à Mickey dans lequel il explique le processus de la néoténie en prenant l'exemple de l'évolution graphique de l'apparence de Mickey.

### En politique
Mickey, contrairement à d'autres personnages de la compagnie, n'a pas été utilisé durant la Seconde Guerre mondiale à des fins de propagande. Ce n'est pas le cas de Donald Duck dans le célèbre Der Fuehrer's Face ou de Minnie Mouse dans Out of the Frying Pan Into the Firing Line (de la friteuse à la ligne de front, récupération des huiles pour la réalisation de munitions).
Aux États-Unis, les votes de protestation sont souvent le résultat d'une grande insatisfaction de la part des votants vis-à-vis des candidats. Ces votes sont amplifiés lors des ballottages ou des votes sans réels enjeux. Le système courant dans de nombreux pays est de proposer des bulletins blancs avec un quorum d'invalidation du vote s'il n'est pas atteint. Afin de ne pas avoir de votes blancs, la plupart des États américains ont mis en place un système de case à remplir soi-même, où le votant a la liberté d'inscrire le nom de son choix. Dans les votes purement protestataires, les personnages de bandes dessinées ou de dessins animés sont souvent utilisés.
Une étude réalisée en 2000 dans une université du Wisconsin a révélé que 17 % des étudiants avaient voté plusieurs fois et certains votes étaient en faveur de personnages de fiction.
Cette habitude fait de Mickey Mouse, entre autres, un candidat d'opposition (quel que soit le parti au pouvoir) récurrent des élections américaines.
Un phénomène similaire semble exister en Finlande et en Suède mais plutôt en faveur de Donald Duck.

### Dans la mode
À partir des années 1980, Mickey Mouse est utilisé massivement par l'industrie du textile sur des t-shirts et des pulls, mais avec une image populaire. Dans les années 2010, en lien avec un esprit vintage, il est réutilisé, mais cette fois-ci par des créateurs comme Marc Jacobs, Dolce & Gabbana ou Jean-Charles de Castelbajac ainsi que par des marques de prêt à porter comme Uniqlo ou Comme des Garçons.

### Pastiches et détournements dans les médias

#### Principaux pastiches
De nombreux Pastiches de Mickey ont existé, parmi lesquels :
- Evil Mickey attacks Japan est un film d'animation japonais sorti en 1936, dans lequel Mickey attaque le Japon[161].
- Nimbus libéré est un film de propagande vichiste réalisé par Raymond Jeannin dans lequel Mickey et ses amis bombardent la France[162].
- Air Pirates, par Bobby London, une bande dessinée underground américaine du début des années 1970, qui valut à son auteur un procès important avec Disney[163] ;
- Mickey Rat, créé par Robert Armstrong (en) en 1971[164] ;
- Farfour (voir ci-dessous), personnage de fiction de l'émission Les pionniers de demain sur la télévision Al Aqsa TV ;
- la société informatique Microsoft a été rebaptisée « Mickeysoft » par Richard Forno en raison de son « hégémonie » sur le marché de l'informatique comparable à celle de Disney dans plusieurs domaines[165] ;
- dans le film de Cecil B. DeMille, Sous le plus grand chapiteau du monde (1952, produit par Paramount Pictures), on aperçoit Mickey sous la forme d'un homme costumé, semblable à ceux des parcs Disney, qui défile lors de la séquence de la grande parade avec d'autres personnages de Disney[166] ;
- un hiéroglyphe représentant Mickey est présent sur la pochette de l'album Powerslave (1984) d'Iron Maiden ;
- un personnage est déguisé en Mickey dans le carnaval de San Theodoros de l'album Tintin et les Picaros (1976) ;
- les mafiosi cachent leur visage avec des masques de Mickey dans l'album Spirou à New York.
- dans Les Simpson, le film, Bart parodie les oreilles de Mickey à l'aide d'un soutien-gorge.

Thierry Steff consacre une partie de son livre Bon anniversaire, Mickey ! aux copies, réutilisations et autres détournements de Mickey que ce soit en interne chez Disney ou à l'extérieur. En voici quelques-uns :
- le renard Foxy de la Warner dessiné par Hugh Harman et Rudolf Ising mais aussi Friz Freleng, des anciens de chez Disney. Foxy a seulement une queue plus touffue et de grandes oreilles pointues. Il apparaît dans plusieurs Merrie Melodies des années 1930. Dans le film One More Time de 1931, un mickey miniature apparaît un grand nombre de fois sans réelle raison, en radiateur de voiture, en taille crayon, en soupape ou en balle animée… Walt Disney demanda l'arrêt de l'utilisation de ce personnage ;
- le film d'animation Yellow Submarine (1967) permet de voir un premier ministre, Max des Menie, affublé d'oreilles de Mickey ;
- le générique du film Le Retour de la Panthère rose (1975) montre la Panthère rose se transformer, entre autres, en Mickey Mouse qui sort par une porte ;
- dans la série Les Simpson le 6e épisode de la 4e saison intitulé Itchy & Scratchy, the movie, présente une parodie de Steamboat Willie pour illustrer les débuts du duo Itchy et Scratchy ;
- dans South Park, le 1er épisode de la 13e saison, intitulé The Ring, dépeint Mickey en patron tyrannique, prêt à tout pour gagner de l'argent grâce aux Jonas Brothers.

#### Utilisation comme outil de propagande islamiste
En mai 2007, un clone de Mickey Mouse nommé Farfour a été utilisé dans la série télévisée Les Pionniers de demain, sur la chaîne Al-Aqsa TV affiliée au Hamas. Ce personnage sert à l'« éducation » des enfants et prône l'idéologie du Hamas. Des propos très politisés ont ainsi été proférés par le personnage : « Nous préparons avec vous la pierre angulaire pour la conduite du monde sous la domination islamique. […] Vous devez faire attention lors de vos prières et aller à la mosquée pour chacune des cinq prières [quotidiennes] […] jusqu'à ce que nous puissions diriger le monde ».
Le ministre palestinien de l'information demandant aux représentants du Hamas de revoir le programme.
Le personnage est plus tard battu à mort par un israélien et remplacé deux semaines plus tard par un nouveau personnage, son cousin le bourdon Nahoul.
La réaction la plus vive ne provient pas de la société Disney mais de Diane Disney Miller, fille de Walt, qui déclara que le Hamas était le « vrai diable » en utilisant le personnage de Mickey pour instruire le radicalisme islamique aux enfants.

### Les expressions argotiques
« Mickey Mouse » est une expression américaine argotique signifiant « facile », « trivial » ou « d'amateur ». Au Royaume-Uni, le sens est dérivé de celui d'amateur et tend vers le sens de « qualité médiocre », voire de « contrefaçon ».
- En 1984, Wayne Gretzky des Oilers d'Edmonton déclara à un journaliste, après avoir battu les Devils du New Jersey 13 à 4, que « Bien, il est temps qu'ils bossent ensemble, ils ont ruiné toute la ligue. Ils auraient mieux fait d'arrêter de jouer à l'organisation Mickey Mouse et mettre quelqu'un d'autre sur la glace »[175]
- Dans le film de la Warner Bros. Demolition Man (1993), lorsque Sylvester Stallone se retrouve aux prises avec l'IA endommagée de son véhicule de police hors de contrôle, il crie à la machine et l'invective : « Freine ! Freine ! Freine, maintenant, toi, espèce de bout de merde à la Mickey Mouse »[176].
- Dans le film de la Warner Bros. Space Jam (1996), Bugs Bunny répond à la proposition de nom lancée par Daffy Duck pour leurs équipes de basket-ball ainsi : « Écoutez, que pensez-vous de cela pour le nouveau nom d'équipe ? Les Ducks. Arrête! Quel genre d'organisation à la Mickey Mouse appellerait une équipe ainsi ? »[177]. Il faut rappeler que « les Ducks » ou Mighty Ducks étaient à l'époque une propriété de la Walt Disney Company.
- Au sein des armées des États-Unis, les actions qui prodiguent une belle apparence mais qui n'ont aucun usage pratique sont appelées « travail à la Mickey Mouse ». Parmi ces actions, on retrouve, par exemple, la manière de bien faire les lits dans l'entraînement de base ou le polissage des décorations en laiton à bord des bateaux.
- Dans les établissements scolaires anglais, une « course à la Mickey Mouse » dans une classe est un concours sans valeur où peu d'efforts sont nécessaires pour obtenir un bon résultat. De même être un « major à la Mickey Mouse » désigne un élève qui réussit sans effort[178]. Cette expression désigne aussi les matières ou thèmes qui n'ont pas d'importance pour le marché du travail.
- Les musiciens qualifient péjorativement la musique des bandes de film qui suit pas à pas l'événement montré à l'image de Mickey Mousing (ou mickey-mousing ou mickeymousing) en référence au dessins animés de Mickey[155].
- Une « monnaie de Mickey Mouse » est une expression péjorative souvent utilisée par les Américains pour désigner les monnaies étrangères. Le terme désigne aussi en Angleterre des faux billets[179]. Il faut rappeler que Disney émet sa propre monnaie, le Disney Dollar, valable uniquement dans les parcs et lieux de séjours Disney ainsi que les Disney Store.
- Au début des années 1980, le premier ministre britannique Margaret Thatcher appela le Parlement européen, le Parlement Mickey Mouse, en le comparant au Mickey Mouse Club, un rassemblement de personnes qui discutent mais qui n'a pas d'influence notable[180].